# Focke-Wulf Ta 154
Die Focke-Wulf Ta 154 „Moskito“ war ein gegen Ende des Zweiten Weltkrieges gebautes, zweimotoriges Mehrzweckflugzeug der Luftwaffe in Schulterdeckerbauweise. Ursprünglich war es als Schnellbomber, dann als Nacht- und Tagjäger geplant. Auch ein Einsatz als Beobachter oder Aufklärungsflugzeug war in Betracht gezogen worden. Letztlich erfolgte ihr Einsatz dann als Nachtjäger. Vorbild und Pendant war die britische de Havilland DH.98 Mosquito. Wie bei ihr bestanden Rumpf, Leit- und Tragflächenkomponenten der Ta 154 aus einer hölzernen Konstruktion. Der Jungfernflug der Ta 154 V1 fand am 1. Juli 1943 statt. Zur Anzahl der produzierten Maschinen (mit allen Varianten und Erprobungstypen) gibt es verschiedene Angaben; demnach waren es etwa zwischen 30 und 50 Stück.
Am 14. August 1944 wurde die anlaufende Serienproduktion der Ta 154 vom Reichsluftfahrtministerium (RLM) zu Gunsten der Do 335 gestoppt. So fanden nur einige wenige Exemplare bis zum Kriegsende Verwendung in Nachtjagdgeschwadern bzw. Nachtjagdgruppen.

## Geschichte
| Kurzchronologie    | Kurzchronologie |
| Datum              | Bemerkung       |
| ------------------ | --------------- |
| Oktober 1942       | Projektbeginn   |
| 1. Juli 1943       | Erstflug der V1 |
| 17. September 1943 | Erstflug V2     |
| 25. November 1943  | Erstflug V3     |
| 10. Februar 1944   | Erstflug V4     |
| 25. Februar 1944   | Erstflug V5     |
| 17. März 1944      | Erstflug V6     |
| 25. März 1944      | Erstflug V7     |
| 8. April 1944      | Erstflug V8     |
| 16. April 1944     | Erstflug A-0    |
| 18. April 1944     | Erstflug V9     |
| 4. Juni 1944       | Erstflug V10    |
| 12. Juni 1944      | Erstflug V22    |
| 16. Juni 1944      | Erstflug A-2    |
| 14. Juli 1944      | Erstflug V23    |
| August 1944        | Projektstopp    |

Die Luftwaffe sah zu Beginn des Zweiten Weltkrieges keine Notwendigkeit für die Entwicklung eines Hochleistungsnachtjägers. Aufgrund dieser Einschätzung standen die vorhandenen, umgerüsteten Bf 110, Do 217 und Ju 88 den immer massiveren Luftangriffen des britischen Bomber Commands unter Arthur Harris auf deutsche Großstädte und Industriezentren hilflos gegenüber. Hinzu kam, dass die Royal Air Force mit der de Havilland Mosquito, auch als „Wooden Wonder“ bezeichnet, einen Jagdbomber besaß, der so hoch flog, dass er von keiner deutschen Abfangmaschine oder Flak erreicht werden konnte.
Um solchen Luftangriffen Widerstand entgegensetzen zu können, vergab das Technische Amt des Reichsluftfahrtministeriums (RLM) an die Heinkel-Werke Oranienburg, die Junkers Flugzeug- und Motorenwerke und an Focke-Wulf Entwicklungsaufträge für einen Allwetter-Nachtjäger, der unter sparsamer Verwendung von Leichtmetall mit einem Serientriebwerk ausgestattet sein und bei vier nach vorn gerichteten Maschinenkanonen eine Flugdauer von 105 Minuten erreichen sollte.
Während Heinkel und Junkers vorhandene Studien oder Programme weiterentwickeln konnten (He 219 und Ju 188R), stand Focke-Wulf kein Konzept zur Verfügung. Der Konzern griff daher auf das bereits stillgelegte Projekt der Fw 187 zurück, um dieses als Zerstörer neu zu konzipieren. Kurt Tank, Chefentwickler und Testpilot von Focke-Wulf, entwarf die Subvariante Fw 187C, die als Zerstörer, Nacht- und Höhenjäger fungieren sollte. Dieser Plan wurde am 18. August 1942 im Rahmen eines Gespräches zwischen Focke-Wulf und dem RLM verworfen. Generalfeldmarschall Erhard Milch soll sich dabei über die Verwendungsmöglichkeit des im Gegensatz zum DB-600A-Triebwerk der Fw 187 leichter zur Verfügung stehenden Jumo-211-Motors erkundigt haben.
Am 31. August 1942 wurden die Werksarbeiten zur Fw 187C mit der Begründung eingestellt, dass sie zwar grundsätzlich für ihren Zweck geeignet sei, gegenüber der Me 210 aber keine deutlichen Verbesserungen verspreche und auch ihr Einsatz als Nachtjäger wegen der begrenzten Reichweite und der unzureichenden Sichtverhältnisse stark eingeschränkt sei. Am 16. September 1942 forderte Milch nachdrücklich die Entwicklung eines Schnellnachtbombers in Holzbauweise, der sich an der britischen de Havilland Mosquito orientieren sollte.
Am 22. September 1942 legte Focke-Wulf dem RLM ein entsprechendes Konzept vor, wobei es Kurt Tank gelang, anhand der britischen Mosquito die generelle Machbarkeit eines Holzkampfflugzeuges darzustellen. Seine Konzeption sah einen Schnellbomber in Gemischtbauweise vor. Angetrieben werden sollte die Maschine von zwei hängenden Kolbenmotoren vom Typ Jumo 211F. Als Schulterdecker geplant, sollte die Maschine weder eine Defensiv- noch eine Offensivbewaffnung erhalten, da angenommen wurde, sie könne alleine aufgrund ihrer Geschwindigkeit dem Gegner entkommen. Am 9. Oktober 1942 wurde die Bearbeitung dieses „Schnellbomberkonzepts“ an Kurt Tank übertragen, allerdings noch im gleichen Monat die Umwandlung des Konzepts als Jagd-Zerstörer angeordnet und befohlen, die Entwicklung dieser Jagdmaschine zu beschleunigen.
Im November 1942 erhielt Focke-Wulf vom RLM den offiziellen Entwicklungsauftrag ohne öffentliche Ausschreibung.
Der Entwurf des Flugzeuges erhielt zunächst die Bezeichnung Ta 211, abgeleitet aus dem Namenskürzel Ta für den Leiter der Entwurfsabteilung Kurt Tank und den zu verwendenden Triebwerken vom Typ Jumo 211. Er stammte von Ludwig Mittelhuber, für die Konstruktionsleitung zeichnete Ernst Nipp verantwortlich, die Berechnung der Flugeigenschaften oblag Gotthold Mathias sowie die der Leistungen und die Luftschraubenauslegung Herbert Wolff. Dem Bezeichnungssystem des RLM folgend, hätten aber die Maschine 8-211 und die Motoren 9-211 geheißen. Da man wegen der Ähnlichkeit Verwechslungen befürchtete, wurde aus den zur Verfügung stehenden RLM-Nummern 152, 153 und 154 die Bezeichnung Ta 154 gewählt, die ersten beiden waren von Focke-Wulf für Weiterentwicklungen der Fw 190 reserviert (152 = Focke-Wulf Ta 152, 153 = Focke-Wulf Ta 153). Aus Propagandagründen vergab man zusätzlich noch den Beinamen „Moskito“, in Anlehnung an das erfolgreiche britische Holzflugzeug Mosquito. Die freigewordene Nummer 211 wurde dem Höhenaufklärer Hü 211 zugewiesen, einer Variante der He 219.
Am 8. Januar 1943 fand in Berlin die Anlaufbesprechung für die Ta 154 statt. Dabei wurde der sich abzeichnende Fachkräftemangel und die zu geringe Leistung des Jumo 211 erörtert. In diesem Zusammenhang legte Erhard Milch dar, dass er eigentlich die Ta 154 und die Bf 110 G als Zwischenlösung bis zur Serienreife der He 219 betrachtete.

## Konstruktionsentwicklung
| Entwurfsübersicht Focke-Wulf Ta 154 |                                                                |                                                                |                                                                |
| Baumerkmal                          | Entwurf 1 6. Oktober 1942                                      | Entwurf 2 6. Oktober 1942                                      | Entwurf 3 14. Oktober 1942                                     |
| Besatzung                           | 1                                                              | 2                                                              | 2                                                              |
| Länge                               | 11,40 m                                                        | 11,75 m                                                        | 12,80 m                                                        |
| Spannweite                          | 14,00 m                                                        | 14,00 m                                                        | 16,00 m                                                        |
| Höhe                                | 3,10 m                                                         | 3,10 m                                                         | 3,475 m                                                        |
| Flügelfläche                        | 25 m²                                                          | 25 m²                                                          | 32,4 m²                                                        |
| Flügelstreckung                     | 7,8                                                            | 7,8                                                            | 7,9                                                            |
| Spurweite                           | 4,60 m                                                         | 4,60 m                                                         | 5,00 m                                                         |
| Propellerdurchmesser                | 340 cm                                                         | 340 cm                                                         | 340 cm                                                         |
| Vmax                                | 680 km/h                                                       | 650 km/h                                                       | o. A.                                                          |
| Dienstgipfelhöhe                    | 10.100 m                                                       | 9.700 m                                                        | 10.500 m                                                       |
| Reichweite                          | 1.900 km (615 km/h, 6.000 m Höhe) 2.250 km (470 km/h, 6.000 m) | 1.900 km (615 km/h, 6.000 m Höhe) 2.250 km (470 km/h, 6.000 m) | 1.900 km (615 km/h, 6.000 m Höhe) 2.250 km (470 km/h, 6.000 m) |

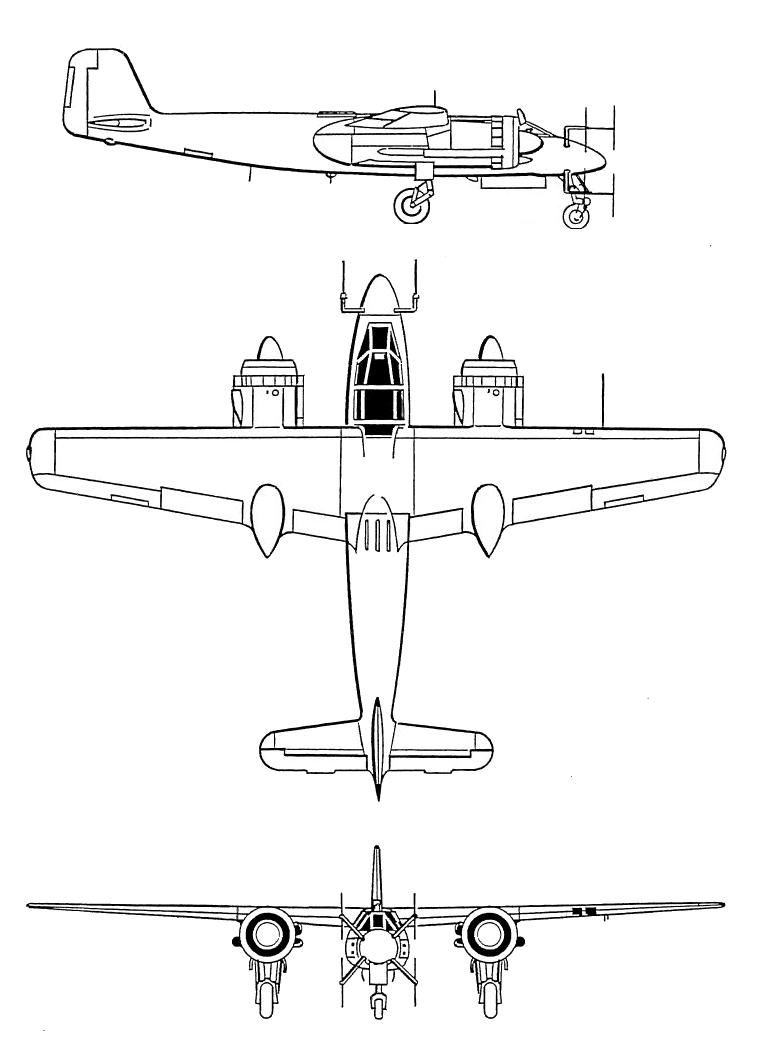
Dreiseitenansicht

Mit der Konzipierung eines hölzernen Hochleistungsjägers mit Spitzengeschwindigkeiten um 700 km/h betraten Tank und sein Entwicklungsteam in Deutschland technisches Neuland, da Erfahrungen aus dem Holzbau von Jagdflugzeugen des Ersten Weltkriegs (1914–1918) nicht ohne weiteres übertragbar waren. Tank selbst erwähnte in einem Vortrag 1943 die Dicke der Holzwände, die im Ersten Weltkrieg 2–3 mm betrug. Für die Ta 154 musste hingegen wegen der höheren Beanspruchung Holz mit einer Dicke von bis zu 50 mm verwendet werden.
Angestrebt wurde eine Gemischtbauweise mit einem Holzanteil von etwa 50 %. Einer Angabe zufolge wurde das auch erreicht (mit einem Stahlanteil von 39 % und 11 % restlicher Werkstoffe), andere Quellen geben einen Holzanteil von etwa 57 % an. Tank gab für einen frühen Prototyp im Sommer 1943 an, dass das Flugwerk zu 53 % aus Holz, zu 30 % aus Stahl und zu 17 % aus sonstigen Werkstoffen wie Leichtmetallen bestehe. Aus Metall bestanden das Triebwerk und dessen Verkleidung, das Fahrwerk, die Landeklappen sowie Höhen-, Quer- und Seitenruder. Die Kanzel bestand aus Holz, es gab aber auch Planungen für eine Version mit Blechkanzel.
Als Triebwerk sollte der Jumo 211 dienen, der in großer Stückzahl verfügbar war, jedoch im Vergleich zu gegnerischen Motoren ein Leistungsdefizit aufwies. Der erst Mitte 1943 auf dem Prüfstand laufende Jumo 213 stand noch nicht zur Verfügung. Im Oktober 1942 erhielt Tank von Erhard Milch die Anweisung, das Flugzeug so zu konstruieren, dass später der Jumo 213 anstelle des Jumo 211 eingebaut werden könnte. Gleichzeitig wurde verfügt, dass die Fw 154 nicht mehr primär als Bomber, sondern als Nachtjäger zu konzipieren sei.
Tank war bewusst, dass Holz gegenüber einer Metallausführung stets eine geringere Belastbarkeit aufweisen würde, daher untersuchte das Team um Tank zunächst ausgewählte Holzarten auf ihre Festigkeitswerte. Die Wahl fiel letztlich auf eine Sperrholz-Schalenbauverdichtungsbauweise. Parallel hierzu liefen Windkanaltests mit verschiedenen Modellgrößen. Auf der Basis dieser ersten Überlegungen zur Ta 154 entstanden bis Mitte Oktober 1942 drei Entwürfe mit leicht unterschiedlichen Dimensionen (siehe Tabelle rechts).

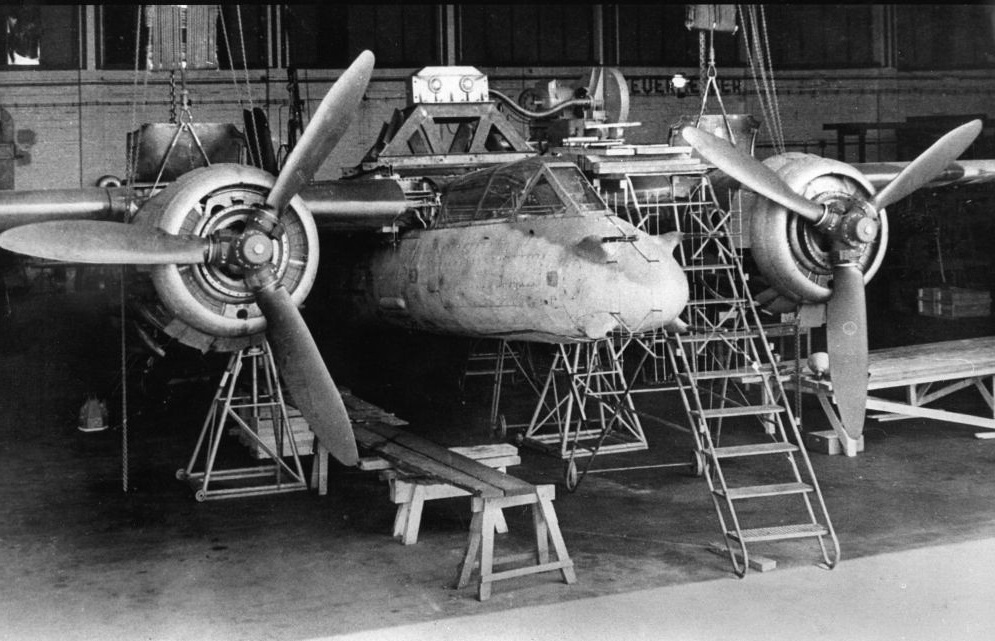
Die fast vollendete Focke-Wulf Ta 154 V2 bei Schwingungsversuchen in Langenhagen

Danach begann die Konstruktion eines Modells Ta 154 unter der Leitung von Oberingenieur Ernst Nipp. Für den Entwurf zeichnete Oberingenieur Ludwig Mittelhuber verantwortlich. Die Leistungsberechnungen oblagen Diplom-Ingenieur Herbert Wolf und für die Aerodynamik und Flugeigenschaften war Oberingenieur Gotthold Mathias verantwortlich.

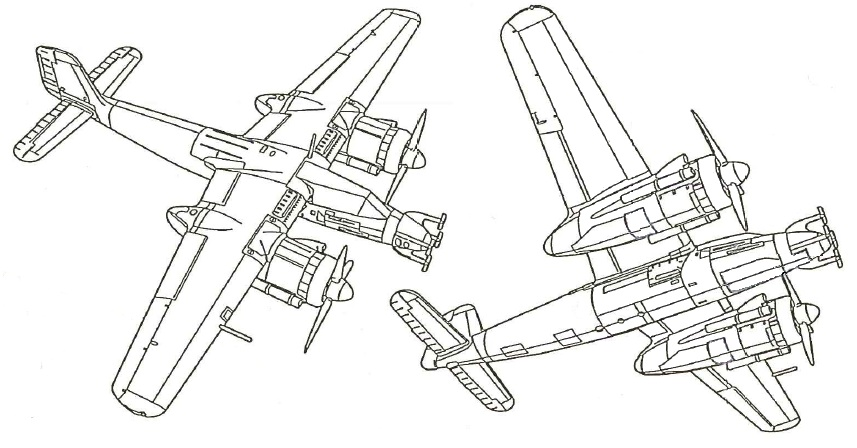
3D-Ansichten der Focke-Wulf Ta 154 V3

Das Holzleitwerk bereitete die größten Schwierigkeiten, denn Übergänge und Trennstellen mussten auch bei hohen Scherkräften ihre Festigkeit bewahren. Aus diesem Grunde wurde die zweiholmige Holzfläche durchgängig konstruiert. Das Tragwerk wurde dann durch vier Bolzen mit dem Rumpf der Maschine verbunden. Um eine Verstärkung der Holzstruktur zu erreichen, wurden die sensiblen Trennstellen im Fabrikationsprozess durch Mitverpressen von Dural- oder Stahlbeschlägen entweder verleimt, genietet oder verschraubt. Diese Maßnahmen erwiesen sich aber als ungeeignet.
Das Konstruktionsteam löste dieses Problem, indem es die einzelnen Sperrholzschichten während des Produktionsprozesses einer Hochverdichtung unterzog. Reichte diese Maßnahme an verschiedenen Stellen nicht aus, wurden dort Beschläge aus Lignofol L90 oder Dynal Z5 (ähnliche Elastizitätsmoduln wie Holz) verwendet. Dadurch erreichte das Konstruktionsteam eine exakte und belastbare Verleimungskonstruktion. Die äußere Verkleidung der Maschine erfolgte mit Teilen von Porsche.
Der Rumpf der Maschine war von ovalem Querschnitt. Er wurde wie auch der Rest der Maschine mit lamelliertem Sperrholz ummantelt. Aus Metall wurden lediglich das Fahrwerk, die Motorenträger, die Ruderflächen und die Motorenverkleidung gefertigt. Das für diese Zeit unübliche Bugrad wurde hydraulisch betätigt; es wurde beim Einzug um 90 Grad gedreht und fand vollständig im Vorderrumpf Platz. Das Hauptfahrwerk wurde in die beiden Motorgondeln eingezogen.
Die Prüfung der Rumpfattrappe übernahm die Luftfahrtforschungsgesellschaft „Graf Zeppelin“ (FGZ). Die von der FGZ durchgeführten Druck- und Belastungsprüfungen an einem Modell des Rumpfkörpers und der Cockpithaube fanden im Alatsee bei Füssen mit sechs Unterwasserschleppversuchen statt. Die Prüfung offenbarte die generellen Schwächen einer Holzkonstruktion, denn beim zweiten Versuch brach die Leimverbindung des Unterflügels, beim letzten löste sich die Nietverbindung zum Flügelstummel. Es wurde auch festgestellt, dass der Holzrumpf bei Feuchtigkeitsaufnahme instabil wurde. Focke-Wulf war dennoch zufrieden, denn in Teilen erfüllte die Ta 154 die in sie gesetzten Erwartungen, und die grundsätzliche Festigkeit der hölzernen Flugzeugzelle und des Leitwerkes war bestätigt worden.
Wegen der niedrigeren Festigkeit von Holz gegenüber Metall lag das Fluggewicht in ähnlichen Bereichen wie bei anderen Jagdflugzeugen, die im Gegensatz zur Ta 154 aber über Defensivbewaffnung verfügten. Eine mit der Ta 154 vergleichbare Konstruktion aus Leichtmetall wäre nach Schätzung Tanks etwa 15 % leichter gewesen.

## Prototypen
| Übersicht der Prototypen Focke-Wulf Ta 154 |             |            |                    |                         | |
| Bezeichnung                                | Kennzeichen | Werknummer | Jungfernflug       | Verbleib                | Bemerkungen |
| V1                                         | TE+FE       | 0 001      | 1. Juli 1943       | 5. August 1944 zerstört | Die V1 hob am 1. Juli 1943, zwei Wochen früher als ursprünglich geplant, zum Jungfernflug ab. Pilot war Hans Sander und sein Begleiter Walter Schorn. Mit einer Fw 190 B begleitete Kurt Tank diesen Erstflug. Über die Motorspezifikation liegen unterschiedlichen Aussagen vor, es werden sowohl der Jumo 211N (je 1500 PS) als auch der Jumo 211F (je 1340 PS) als Triebwerk angegeben. Die Motorennummern lauteten 104129 2426 und 104129 2434. Der einstündige Flug verlief ohne größere Probleme, allerdings konnte das Bugrad wegen einer Fehlstellung der Bugradklappe nicht vollständig eingezogen werden. Später fiel die Hydraulik aus, der Pilot Sander konnte aber mittels Notanlage das Fahrwerk ausfahren, die Landeklappen bedienen und sicher landen. Am 7. Juli 1943 wurde die V1 von Kurt Tank nachgeflogen und am 28. Juli 1943 flog die V1 erstmals auch bei der Erprobungsstelle Rechlin. Dort gewann die V1 ein Vergleichsfliegen gegen eine He 219 und eine Ju 388. Bis Ende Juli 1943 folgten weitere 25 Testflüge mit der Ta 154 V1, wobei es am 31. Juli 1943 zu einer Bruchlandung mit Beschädigung der Maschine kam. Das Flugzeug wurde aber repariert. Im Februar 1944 wurde die V1 dann auf Jumo-211-N-Motoren umgerüstet, erhielt VS-9-Luftschrauben und die Bezeichnung V1a. Bis zum 14. März 1944 flog die V1 180 Testflüge. Unter den Piloten waren auch im Einsatz stehende Nachtjäger wie Helmut Lent, der das Flugzeug am 2. Oktober 1943 nachflog und sich positiv über dessen Flugeigenschaften äußerte. Auch Werner Streib äußerte sich dementsprechend und zog die Ta 154 der He 219 vor. Am 5. August 1944 wurde die Ta 154 V1 bei einem Bombenangriff auf die Lagerhallen in Langenhagen zerstört. |
| V2                                         | TE+FF       | 0 002      | 17. September 1943 | 5. August 1944 zerstört | Die V2 flog erstmals am 17. September 1943. Sie besaß Waffenattrappen, ein neues Bugrad mit vergrößerten Nachlauf, eine Flammenvernichteranlage (Fla-V-Anlage) und eine FuG-212-C-1-Radaranlage mit vier Antennen. Durch deren höheren Luftwiderstand verlor die V2 allerdings 20 bis 32 km/h gegenüber der V1. Bis 14. Januar 1944 absolvierte die Maschine 61 Testflüge, die hauptsächlich der Ermittlung des Schwingungsverhaltens dienten. Am 5. August 1944 wurde sie ebenfalls bei einem Bombenangriff auf die Lagerhallen in Langenhagen zerstört. |
| V3                                         | TE+FG       | 0 003      | 25. November 1943  | 5. August 1944 zerstört | Die V3 war die erste Versuchsmaschine mit Bewaffnung (vier MG 151) und diente als Musterflugzeug für die A-0-Serie. Als Triebwerke kamen zwei Jumo 213 A zum Einsatz. Die V3 erreichte im Erstflug 620 km/h. Es zeigte sich, dass der Gebrauch der Bewaffnung wegen der Mündungsabgase am Holzbug der Maschine Schäden verursachte. Änderungen am Bug waren die Folge. Nach dem Umbau der V3 zum Nachtjäger erhielt sie die Bezeichnung A-0/U1. Die Nachtjagdausrüstung bestand aus den Komponenten Peil G6 (Zielflug-Peilanlage), FuG 212, FuG 101, FuG 16ZE, FuBl 2 F, FuG 25a sowie einer automatischen Kurssteueranlage. Durch die Waffen- und FuG-Einbauten sowie die Flammenvernichteranlage gingen verglichen mit der V1 etwa 12 Prozent an Geschwindigkeit verloren. Am 30. November 1943 wurde die Maschine bei einer Flugvorführung vorgestellt. Am 24. Februar 1944 wurde die V3 von Piloten des NJG 4 nachgeflogen, wobei mehrere Mängel aufgezeigt wurden. Infolge Bugradbruches beim Landeanflug am 28. Februar 1944 wurde die Maschine beschädigt und Pilot Georg Carl leicht verletzt. Am 5. August 1944 wurde die Ta 154 V3 bei einem Bombenangriff auf die Lagerhallen in Langenhagen zerstört. |
| V4                                         | TE+FH       | 0 004      | 10. Februar 1944   | 20. Juni 1944 zerstört  | Die V4 war Waffenerprobungsträger für die in der Planung befindliche A-Serie. Sie besaß zwei MG 151 mit je 200 Schuss und zwei MK 108 mit je 110 Schuss. Nach der Fertigstellung wurde die Maschine dem Erprobungskommando 154 (EK 154) zur Fronterprobung übergeben, wo sie am 10. Februar 1944 das erste Mal flog. Der Pilot war Werner Bartsch Im Januar 1944 lösten sich im Flugbetrieb Teile der Motorenverkleidung und im Februar kam es zu einem Triebwerksbrand. Durch das Munitionsgewicht sowie die zwei 300-l-Zusatztanks verlor die Maschine etwa 40 km/h im Vergleich zur V1, sie erreichte damit in Bodennähe 520 km/h. Ihre Flugdauer aber stieg durch die Zusatztanks auf drei Stunden. Wie ihre Vorgängermodelle litt die V4 an Fahrwerksproblemen. Im Juni 1944 brach beim Landeanflug auf Tarnewitz die Bugradgabel; die Maschine überschlug sich und wurde erheblich beschädigt. |
| V5                                         | TE+FI       | 0 005      | 15. Februar 1944   | NJG 3                   | Die V5 absolvierte mit Werner Bartsch ihren Erstflug am 25. Februar 1944. Sie diente als zweiter Waffenerprobungsträger, war mit vier MK 108 zu je 110 Schuss und mit zwei Triebwerken vom Typ Jumo 211N (je 1450 PS) ausgerüstet. Bei mehreren Versuchsflügen wurden eklatante Mängel der Verleimung im Rumpfbereich festgestellt. Auch litt die Maschine unter Wassereinbrüchen bei starkem Regenfall. Am 7. April 1944 erlitt auch die V5 eine Bruchlandung wegen eines Problems des Hauptfahrwerkes. Nach der Reparatur und dem Umbau zum Nachtjäger mit verstärkten Triebwerken vom Typ Jumo 213 A erfolgte am 5. August 1944 die Überführung nach Detmold, wo sie mit der neuen Werknummer 100 005 im Nachtjagdgeschwader 3 flog. |
| V6                                         | TE+FJ       | 0 006      | 17. März 1944      | Langenhagen             | Die V6 war ein Funktechnik-Erprobungsträger und absolvierte ihren Erstflug am 17. März 1944. Ab Juni erfolgten ausgiebige Tests bei der Erprobungsstelle Rechlin sowie eine Flugvorführung vor ranghohen Vertretern des RLM am 12. und 13. Juni 1944. Die Rückverlegung der V6 von Rechlin nach Langenhagen erfolgte am 22. September 1944, tags darauf wurde sie nach Detmold verlegt, wo sie zur Nachtjagd mit zwei Jumo 213 A ausgestattet wurde. |
| V7                                         | TE+FK       | 0 007      | 25. März 1944      | 5. August 1944 zerstört | Die V7 war für die Truppenerprobung beim Erprobungskommando 154 vorgesehen, der Erstflug mit zwei Jumo 211 N fand am 25. März 1944 statt. Am 9. April 1944 wurde die Maschine durch Feindeinwirkung stark beschädigt und am 5. August 1944 durch den Bombenangriff auf Langenhagen zerstört. |
| V8                                         | TE+FL       | 0 008      | 6. Mai 1944        | 8. April 1944 zerstört  | Auch Ta 154A-01 genannt. Mit der V8 wurde das Triebwerk Jumo 213 A mit einer VS-111-Dreiblatt-Holzluftschraube erprobt. Wegen eines Brandes des rechten Triebwerkes endete der fünfte Flug der Maschine am 6. Mai 1944 mit einem Totalverlust. Die beiden Besatzungsmitglieder, Pilot Luitpold Otto und Flugingenieur Rolf Rettig, kamen ums Leben. |
| V9                                         | TE+FM       | 0 009      | 18. April 1944     | 18. April 1944 zerstört | Auch Ta 154A-02 genannt. Die V9 war das letzte Versuchsmodell mit Jumo-211-Motoren. Die Endmontage war in Erfurt erfolgt, fertiggestellt wurde sie am 18. April 1944. Der anschließende Flugtest des Piloten Werner Bartsch und seines Funkers Hermann Meyer verlief zunächst ohne Vorkommnisse. In der Landephase gab es jedoch Probleme, die zum Absturz führten. Die Landehilfen fuhren ungleichmäßig aus und bewirkten ein starkes Rechtshängen der Maschine mit anschließender Bodenberührung. Durch den Aufprall wurden beide Männer aus der Maschine geschleudert. Bartsch erlitt einen Unterschenkelbruch, der seine Karriere als Testpilot beendete, Meyer einen Genickbruch mit Todesfolge. |
| V10                                        | TE+FN       | 0 010      | 4. Juni 1944       | 13. Juli 1944 zerstört  | Die V10 war ein Erprobungsträger für Jumo-213-A-Triebwerke und wurde am 10. Mai 1944 fertiggestellt. Die Dienstgipfelhöhe lag bei 11.500 m. Am 13. Juli 1944 musste die Maschine aufgrund eines Pleuellagerfressers notlanden und brannte aus. |
| V11–V14                                    | keine       | entfällt   | keine              | entfällt                | Die V11, V12 und V13 waren Bruchzellen für die Fw Ta 154-A. Die V 14 eine Bruchzelle für die Fw Ta 154-C. |
| V15                                        | keine       | entfällt   | keine              | entfällt                | Die V15 war ein geplantes Musterflugzeug für die A-2. Einer anderen Publikation zufolge war sie ein Musterflugzeug für die Ta 154 A-1, auch Ta 154 A-0/U2 und wurde als Ta 154A-08 bezeichnet. Kennzeichen und Jungfernflug werden jedoch nicht erwähnt. |
| V16–V21                                    | keine       | entfällt   | keine              | entfällt                | Über die V16, V17, V18 und V19 liegen keine Informationen vor. Möglicherweise waren sie Muster für die Ta 154-B. Die V20 war als Musterflugzeug für die Fw Ta 154 C-1 geplant, die V21 für die Ta 154 C-2. |
| V22                                        | TQ+XA       | 0 011      | 12. Juni 1944      | 5. August 1944 zerstört | Die V22, die dritte Testmaschine mit Jumo-213-F-Triebwerken, war ein unbewaffneter Erprobungsträger, der Erstflug erfolgte am 12. Juni 1944. Am 5. August 1944 wurde diese Maschine ebenfalls bei dem Luftangriff auf Langenhagen zerstört. |
| V23                                        | TQ+XC       | 0 013      | 14. Juli 1944      | NJG 3                   | Die V23 war ein unbewaffneter Erprobungsträger mit einem Jumo-213-A-Triebwerk. Neben dem Erstflug am 14. Juli 1944 sind drei Flüge bekannt (5., 12. und 17. August 1944). Danach wurde die Maschine nach Detmold überführt und für die Nachtjagd beim NJG 3 umgerüstet. |
| V24                                        | keine       | entfällt   | keine              | entfällt                | Fünfte Bruchzelle für statische Versuche. |

## Erprobungskommando 154

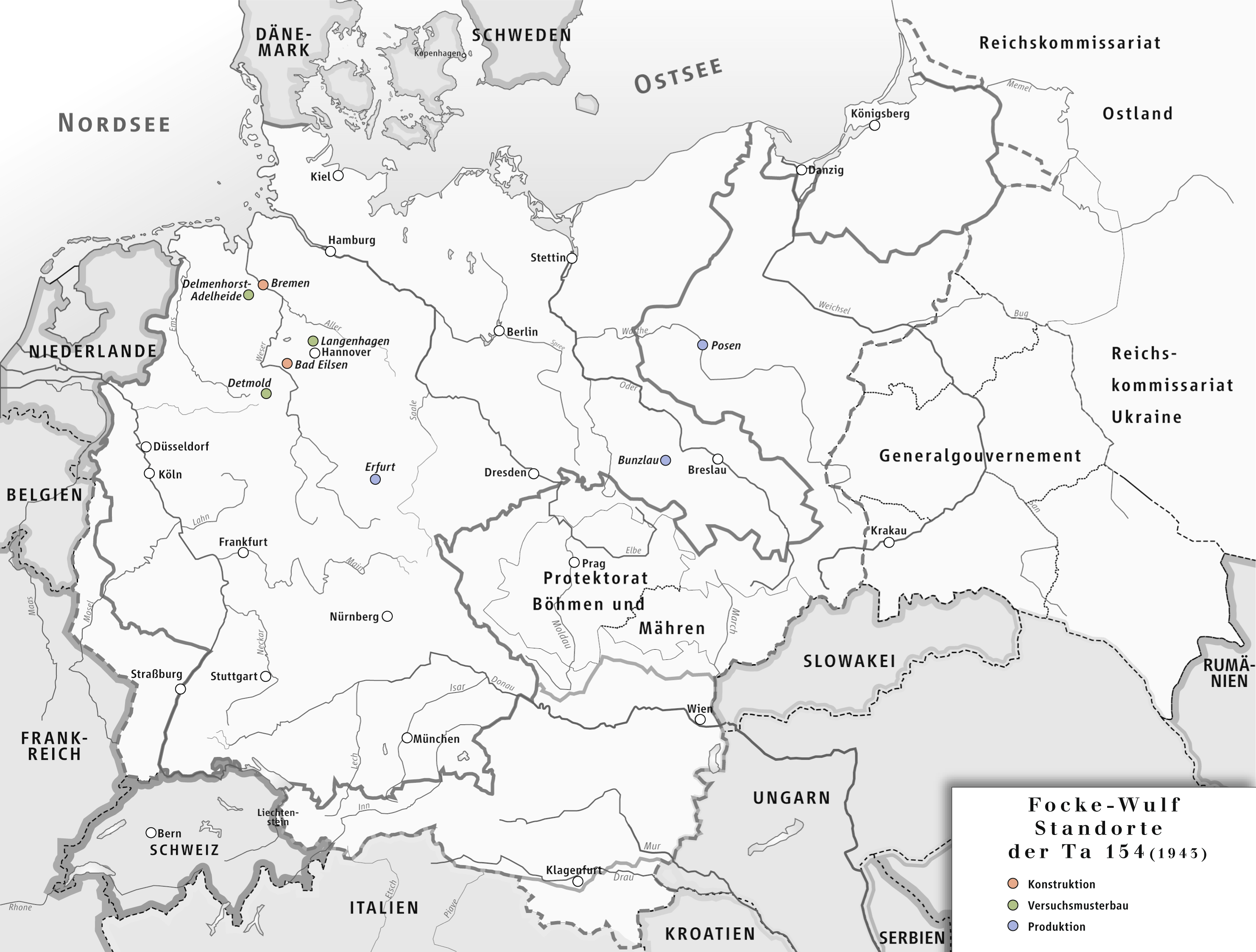
Konstruktionsorte (rot), Versuchsmusterbau- (blau) und Produktionsstätten (grün) der Ta 154

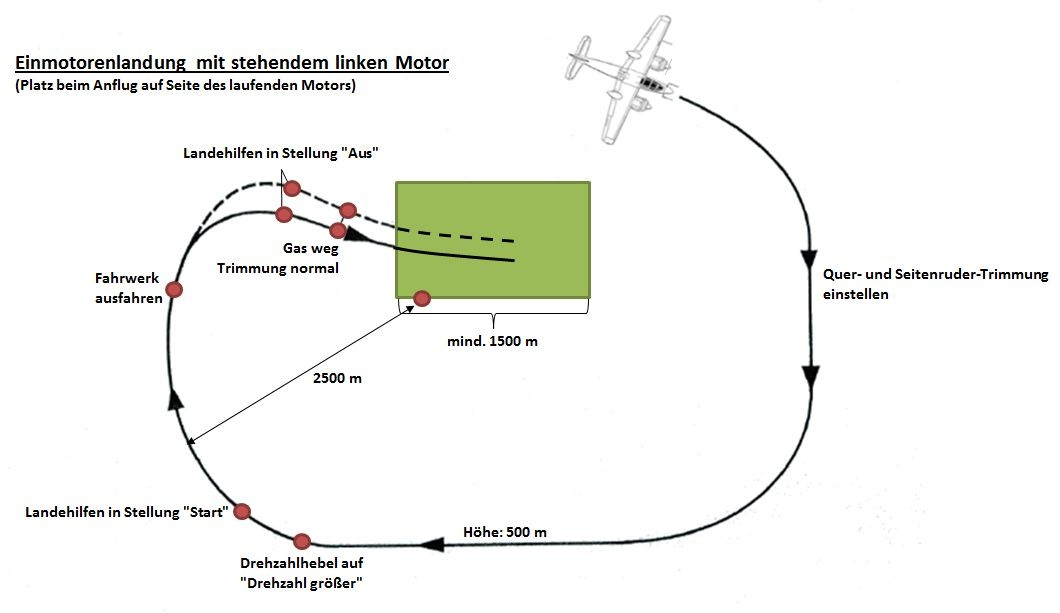
Anweisung im Falle einer Einmotorenlandung aus dem vorläufigen Betriebshandbuch für die Ta 154

Wie üblich zur Einführung neuer Flugzeugmuster und der Prüfung ihrer Fronttauglichkeit wurde auch bei der Ta 154 ein Erprobungskommando aufgestellt. Am 29. November 1943 stellte der General der Jagdflieger (GdJ), Adolf Galland, ein entsprechendes Gesuch an die Luftwaffenführung. Der Befehl zur Aufstellung des Erprobungskommando 154 (EK 154) am Fliegerhorst Evershorst bei Hannover (heute: Flughafen Hannover) erfolgte am 9. Dezember 1943, vorerst befristet auf sechs Monate. Truppendienstlich und technisch unterstand es dem Kommando der Erprobungsstelle (KdE), einsatzmäßig dem General der Jagdflieger und wirtschaftlich dem Flugplatzkommando 88/X1. Die Personalstärke des Kommandos schwankte nach verschiedenen Angaben zwischen 21 und 24 Personen. Kommandoführer war Oberleutnant Vohl.
Die Tätigkeiten des EK 154 umfassten praktische Erprobungsflüge, vornehmlich mit den V-Mustern V3, V4, V5, V7 und V10. Zunächst erhielt das Kommando jedoch nur drei Maschinen. In den folgenden Testflügen wurden Vorrichtungen für Flammenvernichter erprobt und Waffen- und Kühlertests durchgeführt. Vor allem letzteres Problem beschäftigte das EK 154 länger. Um Messing zu sparen, wurden zunächst Kühler von Opel getestet, ehe man auf jene aus Aluminium zugriff. Darüber hinaus wurden die Maschinen einer Prüfung ihrer taktischen Eignung unterzogen. Dieses Aufgabenspektrum entsprach größtenteils dem der Erprobungsstelle Rechlin, welche die Ta 154 auf ihre Frontverwendungsmöglichkeit zu testen hatte.
Problematisch war der sukzessive Ausfall mehrerer V-Muster. Im Juli 1944 stand nur mehr eine einzige flugfähige Maschine zur Verfügung. Daher fragte am 15. Juli 1944 der Kommandoführer bei der Erprobungsstelle Rechlin an, was aus dem EK 154 werden solle. Bei der Luftwaffenführung fragte das Erprobungskommando im gleichen Monat an, ob es unter Zuführung zusätzlichen Personals in eine Einsatzstaffel umgewandelt werden könne.
Als die Ta 154 am 1. August 1944 aus dem Flugzeugprogramm gestrichen wurde, beschloss das Oberkommando der Luftwaffe (OKL) auch die Auflösung des Erprobungskommandos. Die Produktionsanlagen von Langenhagen wurden am 5. August 1944 bombardiert, wobei alle Flugzeughallen, die Versuchsmodelle V1, V2, V3, V7 sowie V22 und vier weitere Flugzeuge vom Typ A-0 zerstört oder beschädigt wurden.
Am 7. August 1944 folgte die Erprobungsstelle Rechlin dem OKL-Befehl und empfahl ebenfalls die Auflösung des Erprobungskommandos. Das Personal wurde nun an andere Stellen verteilt, unter anderem zum Erprobungskommando Me 262. Es war auch beabsichtigt, die noch vorhandenen Ta 154 dorthin zu überführen und künftige Strahljägerpiloten daran auszubilden.
Dazu kam es jedoch nicht, die verbliebenen Flugzeuge wurden nach Detmold zum Nachtjägerumbau überstellt. Im Einzelnen waren das die Werknummern 320 008, 320 009 und 320 010 vom Typ A-2 und vom Typ A-0 die V5, V6, V23 sowie die Werknummer 0 015.

## Baureihen
| Kurzübersicht der Bauserien Focke-Wulf Ta 154 |                 |                   |           | |
| Name                                          | Motor/Triebwerk | Einsatzzweck      | Besatzung | Bemerkungen |
| A-0                                           | Jumo 211F       | Nachtjäger        | 2         | Vorserie zur Fronterprobung. Es wurden acht Maschinen bei den Mitteldeutschen Metallwerken in Erfurt gefertigt. |
| A-0/U1                                        | Jumo 211F       | Nachtjäger        | 2         | Eine weitere Planung von 14 Flugzeugen, die die Bezeichnung Ta 154 A-0/U1 (Werknummern 0 021 bis 0 034) erhalten sollten, wurde nicht umgesetzt. Konzipiert war dieser Typ mit neuem Kühlerkopf und neuen Luftschrauben. Die Bewaffnung sollte aus vier MK 108 bestehen. Eine Publikation gibt an, dass die Werknummer 0 015 (TQ+XE) Anfang Januar 1945 beim NJG 3 als A-0/U1 eingesetzt wurde. |
| A-0/U2                                        | Jumo 211N       | Pulkzerstörer     | 1         | Die Bezeichnung konkretisierte das Pulkzerstörerprinzip der Ta 154. |
| A-1                                           | Jumo 211N       | Tagjäger          | 2         | Die Serie entsprach weitestgehend der A-0, wurde aber mit Jumo 211 R konzipiert. |
| A-1/R1                                        | Jumo 211N       | Tagjäger          | 2         | Die A-1/R1 unterschied sich zur A-1 durch den Einbau einer GM-1-Anlage zur Leistungssteigerung der Triebwerke in großen Höhen. |
| A-2                                           | Jumo 211N       | Tagjäger          | 1         | Die A-2 war Grundstock der Ta 154 mit GM-1-Anlage. Später wurde die Maschine auf Jumo 211 R umgerüstet. Die V15 fungierte als Prototyp. Mit einer Startmasse von 8850 kg erreichte sie in 5800 m Höhe eine Geschwindigkeit von 613 km/h, mit dem späteren Jumo 211 R sogar 632 km/h in 8000 m Höhe. Ihr Treibstoffinhalt betrug 1630 l. |
| A-2/U3                                        | Jumo 211N       | Sprengstoffträger | —         | Die Bezeichnung konkretisierte das Mistelprinzip der Ta 154. |
| A-2/U4                                        | Jumo 213A       | Nachtjäger        | 2         | Die A-2 mit den Werknummern 320 008, 320 009, 320 010 und 320 011 wurden nach Detmold überführt und dort zu Nachtjägern umgerüstet. Diese erhielten nach ihrer Umrüstung die Bezeichnung A-2/U4. Die 320 011 erlitt bei ihrer Rücküberführung nach Langenhagen beim Landeanflug eine Bruchlandung und wurde zerstört. |
| A-3                                           | Jumo 211N       | Schulungsflugzeug | 2         | Die A-3 wurde als Schulmaschine konzipiert. Zu diesem Zweck sollten zwanzig A-1-Maschinen zu Schulflugzeugen umfunktioniert werden. Neben der Grundausstattung der A-1 war der Einbau eines zweiten Steuerknüppels für den Fluglehrer vorgesehen. Im Mai 1944 wurde die Serie zurückgestellt. |
| A-4                                           | Jumo 211N       | Nachtjäger        | 2         | Entsprach in großen Teilen der A-1. Die Maschine mit dem Kennzeichen D5+HD flog im Nachtjagdgeschwader 3 und fiel bei Kriegsende in britische Hand. |
| B-1                                           | Jumo 211N       | Nachtjäger        | 2         | Wurde mit Metallvorderrumpf geplant, aber zugunsten der Ta 154 C gestrichen. |
| B-2                                           | Jumo 211N       | Tagjäger          | 1         | Bauausführung gestrichen. |
| C-1                                           | Jumo 213 A      | Nachtjäger        | 2         | Die C-1 sollte einen um 76,2 cm verlängerten Rumpf, Zusatztanks sowie einen Schleudersitz erhalten. Prototyp war die V20. Als Triebwerk war später der DB 603 E vorgesehen, was aber nicht umgesetzt wurde. Die Berechnungen mit DB 603 E wurde Ta 154 Ra2 genannt. Die C-1 sollte eine verbesserte Kabinenhaube und einen Metallrumpf erhalten. Als Funkausstattung waren das FuG 10P+APZ A6, FuG 16 ZY (UKW-Sende-Empfangsanlage), FuG 25a (Erkennungsgerät), FuBl 2F (Blindlandeanlage fernbedient), FuG 101 (elektrisches Höhenmessgerät), FuG 220 und FuG 135 vorgesehen. An Bewaffnung waren vier MK 108 geplant, was später in zwei MG 151 und zwei MK 108 abgeändert wurde. Zusätzlich sollten im Heck der Maschine zwei MK 108 als Schräge Musik installiert werden. |
| C-2                                           | Jumo 213 A      | Jagdbomber        | 1         | Die C-2 war ein geplanter Jagdbomber (Jabo). Als Prototyp diente die V21. Die Jumotriebwerke waren mit einer GM-1-Anlage ausgerüstet. Der Einsatz mit dem Triebwerk DB 603 E war geplant, wurde aber nicht umgesetzt. Ferner sollte die Maschine eine Bombenlast von 2 × 500 kg tragen. Die Funkausrüstung sollte aus dem FuG 16 ZY, Fug 101, Fug 25a und dem FuBl 2 F bestehen. Von der C-2 wurde keine Maschine fertiggestellt. |
| C-3                                           | Jumo 213 A      | Aufklärer         | 2         | Die C-3-Serie wurde als Aufklärer entworfen. Für diesen Zweck sollte ein zusätzliches Sichtfenster nach unten eingebaut werden. An Bildgeräten sollte sie zwei RB 75/3O oder zwei RB 50/30 erhalten. Die Bewaffnung sollte aus vier MG 151 nach vorn sowie zwei MG 131 nach hinten bestehen. Die Aufklärervariante wurde im Januar 1944 vom RLM abgelehnt. |
| C-4                                           | k. A.           | Jagdbomber        | 2         | Von der C-4-Serie liegen keine Daten vor. |
| D-1                                           | Jumo 213 E      | Nachtjäger        | 2         | Die werksinterne Bezeichnung lautete Ta 154 Ra-3. Sie sah eine Rumpfverlängerung vor. Gleichzeitig stieg die Flügelfläche auf 42 m². Angetrieben werden sollte die D-Serie von Jumo 213 E, die von der Auto Union AG gestellt werden sollten. Die D-1 wurde zur Ta 254 A-1. |
| D-2                                           | Jumo 213 E      | Zerstörer         | 2         | Umbenennung in Ta 254 A-2. |

| Kurzübersicht der Bauserien Focke-Wulf Ta 254 |                 |              |           | |
| Name                                          | Motor/Triebwerk | Einsatzzweck | Besatzung | Bemerkungen |
| A-1                                           | Jumo 213E       | Nachtjäger   | 2         | Die A-1, vormals Ta 154 D-1, sollte rechnerisch eine Geschwindigkeit von 719 km/h erreichen. Neben einem Blechvorderrumpfteil und einer Klapphaube waren für die Maschine ein Schleudersitz, eine GM-1-Anlage und eine Bewaffnung von je zwei MG 151/20 und MK 108 vorgesehen. Die A-1 kam nicht über das Reißbrettstadium hinaus. |
| A-2                                           | Jumo 213E       | Tagjäger     | 2         | Die A-2, vormals Ta 154 D-2, besaß eine MW-50-Anlage (Wasser-Methanol-Einspritzung). An Bewaffnung verfügte die A-2 über vier MK 108 und zwei MK 103. Sie gelangte nicht zur Ausführung. |
| A-3                                           | Jumo 213E       | Tagjäger     | 1         | Die A-3 sollte ein Blechrumpfvorderteil erhalten. Rechnerisch sollte sie in 10.590 m Höhe 740 km/h erreichen. Mit dem Triebwerk DB 603L (je 2.000 PS) und einem VDM-Propeller sollte sie noch höhere Geschwindigkeiten erreichen. Es wurde keine A-3 gebaut.                                                                       |
| B-1                                           | DB 603L         | Nachtjäger   | 2         | Ausführung entspricht A-1, mit Motor von Daimler-Benz. |
| B-2                                           | DB 603L         | Tagjäger     | 2         | Ausführung entspricht A-2, mit Motor von Daimler-Benz. |
| B-3                                           | DB 603L         | Tagjäger     | 1         | Ausführung entspricht A-3, mit Motor von Daimler-Benz. |

## Produktion

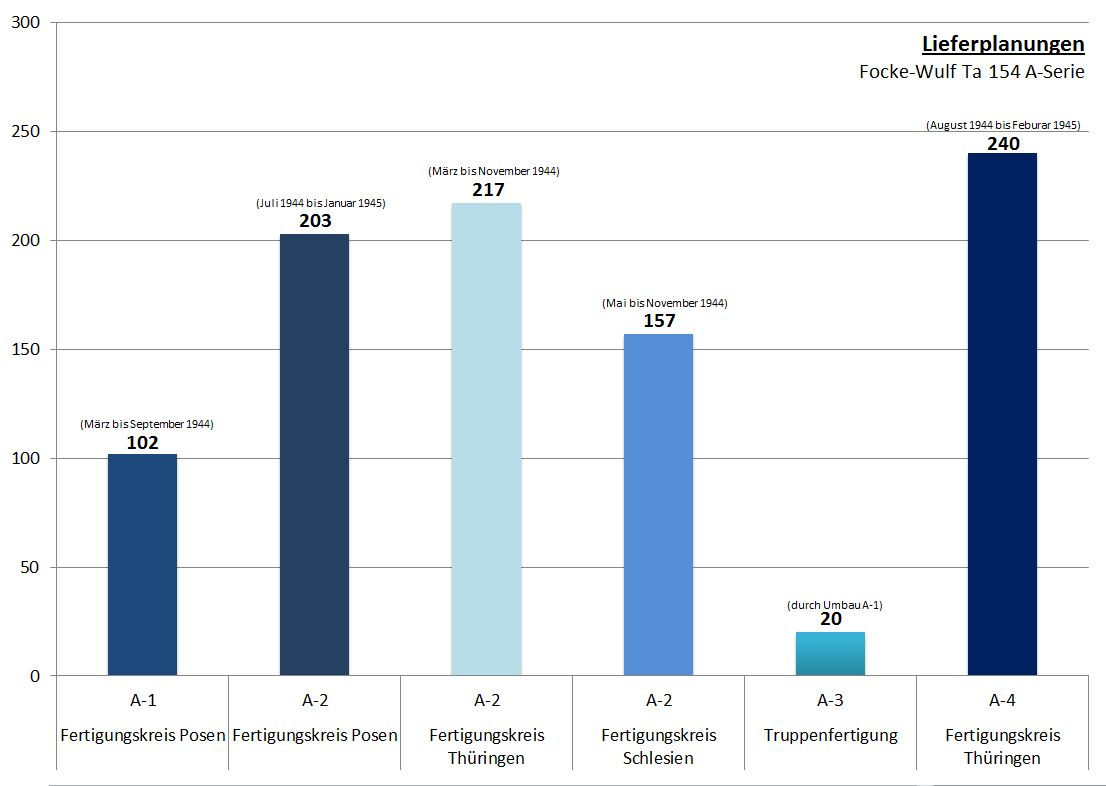
Produktionsplanungen der A-Serie

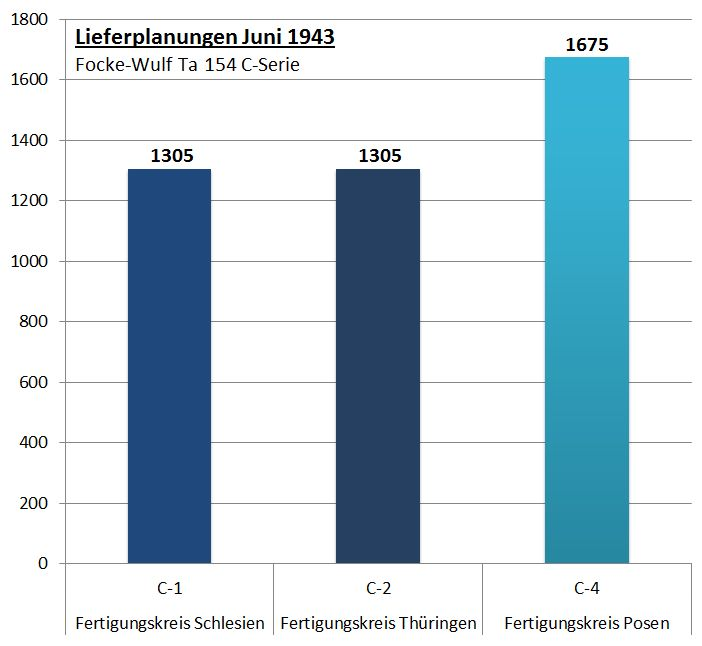
Lieferplanungen der Ta 154 im Juni 1943

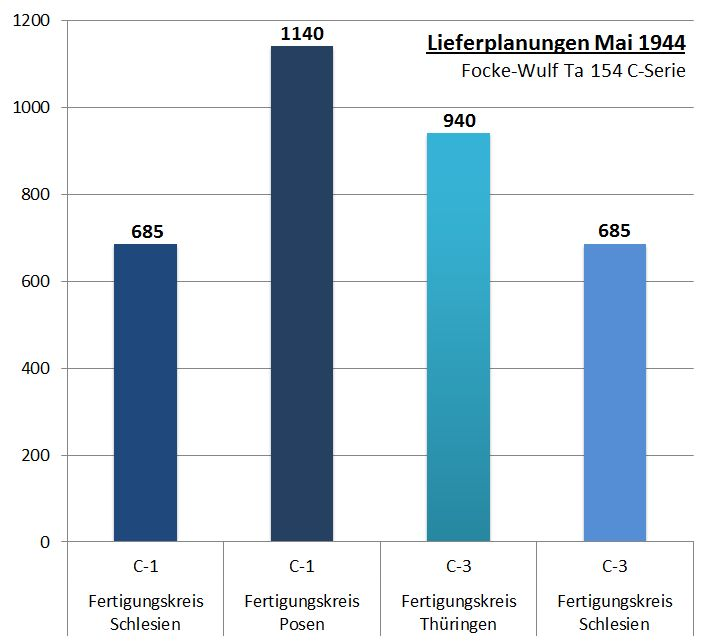
Lieferplanungen der Ta 154 im Mai 1944

Die Produktion der Ta 154 wurde mit Verfügung des RLM vom 18. Juni 1943 „dezentral“ angeordnet. Dies verminderte das Risiko eines Produktionsausfalles infolge Bombardements einer zentralen Fertigungsstelle. Dem schloss sich Focke-Wulf an. Der Großteil der Produktion sollte außerhalb der traditionellen Flugzeugindustrie erfolgen, was Erhard Milch als Vorteil ansah. Die von Focke-Wulf errechnete Kostenschätzung ging von 7376 Arbeitsstunden pro Flugzeug aus. Dabei sollten 3866 Arbeiter 100 Maschinen pro Monat produzieren; von diesen Arbeitern sollten alleine 880 Tischler sein.
Um die vom RLM angeordnete dezentrale Fertigung umzusetzen, entschied sich Focke-Wulf für die Produktion in sogenannten „Fertigungsringen“. In den Fertigungsringen sollte es eine zentrale Endmontage geben, die von entsprechenden kleineren Werkstätten in der Umgebung beliefert werden sollte. Diese Fertigungsringe sollten autark und unabhängig von der übrigen Flugzeugindustrie 500 Flugzeuge monatlich fertigen. Sinn machten diese Fertigungsringe allerdings nur, wenn in der dortigen Umgebung entsprechende Zulieferbetriebe und Holzindustrie vorhanden war. Weiteres Kriterium der künftigen Fertigungsringe war ihr Standort. Um feindlichen Bombenangriffen zu entgehen, mussten die geplanten Ansiedlungen in verhältnismäßig sicheren Reichsgebieten erfolgen.
Nach dem Eruieren dieser Bedingungen entschied sich Focke-Wulf zunächst für vier Fertigungskreise: den Fertigungskreis Warthegau (Posen), Fertigungskreis Thüringen (Erfurt), den Fertigungskreis Schlesien (Bunzlau) sowie den Fertigungskreis Teutoburger Wald (Detmold), der aber noch vor Beginn der Produktion im Frühjahr 1943 aufgelöst wurde. Das Werk in Detmold wurde jedoch weiterhin für den Bau von Prototypen verwendet. Tank wollte die Kapazitäten der im Teutoburger Wald ansässigen holzverarbeitenden Industrie nutzen.
In den Fertigungskreisen Posen und Schlesien wurde die Produktion vom Focke-Wulf-Flugzeugwerk Posen-Kreising bzw. Sorau übernommen, im Fertigungskreis Thüringen von den Mitteldeutschen Metallwerken in Erfurt (Reparaturwerk Erfurt = REWE) und der Allgemeinen Transportanlagen-Gesellschaft (ATG) in Leipzig. Entscheidungskriterium für den Fertigungskreis Posen war der Einsatz polnischer und 2000 jüdischer Zwangsarbeiter. Letztere errichteten zwei neue Fabriken für den Bau der Ta 154. Nachdem diese Arbeiten abgeschlossen waren, wurden die jüdischen Zwangsarbeiter im September 1943 in das KZ Auschwitz deportiert. Letztlich waren im Fertigungskreis Posen 96 % der Belegschaft Polen und 4 % Deutsche, was Kurt Tank monierte.
Eine weitere Produktionsstrecke sollte 1944 in einer Untertage-Verlagerung der Gothaer Waggonfabrik in einem Salzbergwerk aufgebaut werden. Sekundäre Fabrikationsorte waren Bunzlau und Cottbus. Die Endmontage sollte jeweils auf zwei parallelen Bändern laufen. Dabei wurden 17 Fertigungsstationen vorgesehen, an denen jeweils vier Arbeiter stehen sollten. Focke-Wulf berechnete, dass bei Zweischichtbetrieb 200 Flugzeuge pro Monat oder alle vier Stunden ein Flugzeug entstehen würden. Für alle Fertigungsringe waren damit 500 Flugzeuge pro Monat als Minimum vorgesehen.
1944 wurde das Volkswagenwerk bei Fallersleben in die Produktionsprozesse integriert. Im VW-Hauptwerk belief sich 1943 der Anteil von eingesetzten Zwangsarbeitern auf etwa 75 Prozent. Zunächst war das Werk damit beauftragt worden, Teile für Triebwerksträger zu bauen. Das VW-Werk und das RLM hofften, ganze Flugzeuge zunächst in freien Flächen im Volkswagenwerk, später in freien Räumen der unterirdischen V1-Fertigung in einem Erzbergwerk in Tiercelet (Département Meurthe-et-Moselle) zu produzieren, weil diese Produktion nach Dora-Mittelbau verlegt wurde. Das Volkswagenwerk, inzwischen ein größerer Subunternehmer von Focke-Wulf, schickte einige Techniker und Technische Zeichner in das Peugeot-Werk Sochaux, um die Fertigung von benötigten Teilen und Komponenten dort vorzubereiten, insbesondere um die französischen Arbeiter anzuleiten.
Das vom RLM am 15. April 1943 aufgestellte Lieferprogramm 223/1 ging von einem Anlauf der Großserienfertigung im Oktober 1943 aus. Dabei wurden die angestrebten Produktionshöhen infolge Mangels an gelerntem Personal nicht bedacht. Darüber hinaus fehlte es an ausreichenden Vorrichtungen zur Herstellung der Holzkomponenten. Die Serienfertigung war gestaffelt vorgesehen. Ende 1943 betrug diese auf dem Papier 200 Maschinen monatlich. Im Juli 1944 stieg sie auf 300 und ab November 1944 auf 500 Maschinen monatlich. Bis Januar 1945 sollten 600 Flugzeuge monatlich die Montagehallen verlassen. Ab Juni 1945 sollten die Ta 154 neben der He 219 als alleinige Nachtjägermaschinen vom Fließband laufen. Am 6. Mai 1943 wies der General der Jagdflieger Galland an, dass die Flugzeuge der A- und B-Reihe bis zur Produktionsnummer 1500 ausschließlich als Zerstörer produziert werden sollten.

### A-Serie
| Gefertigte Maschinen des REWE-Erfurt (nach Griehl) |              |                      |                       |                                                        |
| Bau- muster                                        | Werk- nummer | Zulassung            | Erstflug/ Erstnennung | Verbleib                                               |
| A-1                                                | 320002       | KU+SO                | 12. Juni 1944         | Am 28. Juni 1944 Absturz                               |
| A-1                                                | 320003       | KU+SP                | 30. Juni 1944         | Einsatz III. Gruppe des EJG 2 in Lechfeld              |
| A-1                                                | 320004       | KU+SQ                | Juni 1944             | Am 16. Juni 1944 Absturz                               |
| A-1                                                | 320005       | nicht bekannt KU+SR? | nicht bekannt         | Unbekannte Ausführung                                  |
| A-1                                                | 320006       | KU+SS                | 6. Juli 1944          | Verbleib ab August 1944 unbekannt                      |
| A-1                                                | 320007       | KU+ST                | Juli 1944             | 28. Juli 1944 Beschädigung infolge Bruch               |
| A-2                                                | 320008       | KU+SU                | 1. August 1944        | Am 30. April 1945 Bruchlandung                         |
| A-2                                                | 320009       | KU+SV                | 1. August 1944        | Im April 1945 beim NJG 3 gesprengt                     |
| A-2                                                | 320010       | KU+SW                | 14. August 1944       | Im April 1945 beim NJG 3 gesprengt                     |
| A-2                                                | 320011       | KU+SX                | 28. August 1944       | Am 28. September 1944 zerstört durch Bruchlandung      |
| A-2                                                | 320012       | nicht bekannt        | nicht bekannt         | Fertigstellung unbekannt                               |
| A-2                                                | 320013       | nicht bekannt        | nicht bekannt         | Fertigstellung unbekannt                               |
| A-2                                                | 320014       | nicht bekannt        | nicht bekannt         | Fertigstellung unbekannt                               |
| A-2                                                | 320015       | nicht bekannt        | nicht bekannt         | Fertigstellung unbekannt                               |
| A-2                                                | 320016       | nicht bekannt        | nicht bekannt         | Fertigstellung unbekannt                               |
| A-2                                                | 320017       | nicht bekannt        | August 1944           | Am 1. August 1944 auf dem Flugplatz Kölleda abgestellt |
| A-2                                                | 320018       | nicht bekannt        | nicht bekannt         | Bauausführung unbekannt                                |
| A-2                                                | 320059       | nicht bekannt        | nicht bekannt         | Am 30. Oktober 1944 in Langenhagen abgestellt          |

Die Fertigung von acht A-0 erfolgte bei den Mitteldeutschen Metallwerken in Erfurt, Einer anderen Publikation zufolge auch in der Gothaer Waggonfabrik in einer Produktionsverlagerung in einem Salzbergwerk. Am 15. Januar 1944 besuchte Gauleiter Fritz Sauckel das Werk Posen. Er war von der NSDAP mit der Lenkung des Jägernotprogramms beauftragt worden. Aufgrund der zu geringen Anzahl gefertigter Tragflächen und Leitwerke drohte er dem Werksleiter Schnebel mit KZ-Haft, wenn er nicht die Produktion erhöhen würde. Schnebel erlitt einen Zusammenbruch, so dass Werksleiter Gieschen vom Focke-Wulf-Werk in Cottbus dessen Amtsgeschäfte kurzfristig übernehmen musste.
A-1
Die Planungen sahen vor, vom zweisitzigen Tagjäger A-1 im Posener Ring von März bis September 1944 102 Maschinen zu fertigen. Des Weiteren wurde später eine als Ta 154 A-1/R1 bezeichnete Untervariante der A-1 mit 410 Maschinen disponiert, die in allen drei Fertigungskreisen vom Fließband laufen sollte.
A-2
In den Produktionsplanungen von Januar 1944 sollte der einsitzige Tagjäger A-2 von März 1944 bis Januar 1945 in einer Serie von 637 Stück gefertigt werden. Dabei entfielen auf den Fertigungskreis Warthegau 203, den Fertigungskreis Thüringen 217 und den Fertigungskreis Schlesien 157 Maschinen. Eine Serienfertigung lief jedoch nur im Rewe-Werk Erfurt an. Die Produktion umfasste mindestens 18 Maschinen, bevor das Werk am 20. Juli 1944 bombardiert wurde. Eine andere Publikation geht von vier produzierten Einheiten aus.
Die erste gefertigte Maschine erhielt die Werknummer 320 001 und das Kennzeichen KU+SN. Ihr Erstflug erfolgte am 16. Juni 1944. Nach der Überführung des Flugzeuges nach Langenhagen wurde die Maschine am 13. und 20. Juni 1944 vom Cheftestpiloten Hans Sander nachgeflogen, wobei neben anderen kleineren Mängeln zu hohe Querruderkräfte festgestellt wurden. Die Maschine fiel am 20. Juli 1944 in Erfurt dem Bombenangriff zum Opfer und verbrannte.
Die zweite Maschine 320 002 (KU+SO) stürzte am 28. Juni 1944 nach dem Bruch einer Tragfläche wegen mangelhafter Verleimung ab.
Die Erfurter Maschine mit der Werknummer 320 004 (KU+SQ) stürzte bei ihrem Testflug am 16. Juni 1944 ab. Der Pilot wurde bei dem Absturz schwer verletzt und erlag einige Tage später seinen Verletzungen. Als Absturzursache wurde ein Kolbenfresser im linken Motor ermittelt.
Nach dem Bombenangriff am 20. Juli 1944 wurde Focke-Wulf vom RLM angewiesen, die verbliebenen vier Maschinen (Werknummern 320 008, 320 009, 320 010 und 320 011) nach Langenhagen zu überführen.
Die fünfte und sechste Maschine (320 017, 320 003) wurde von Kölleda ebenfalls nach Langenhagen überführt. Letztere – ausgerüstet als Nachtjäger – wurde dort nach Kriegsende erbeutet.
A-4
Im Fertigungskreis Thüringen sollten nach den Planungen vom Januar 1944 240 Stück der A-4 als zweisitzige Nachtjäger gebaut werden.

### C-Serie
Dem Industrieprogramm Nr. 225 vom 18. Juni 1943 folgend, sollten 6598 Maschinen der C-Serie gefertigt werden, die bis September 1945 von Focke-Wulf zu liefern gewesen wären, davon alleine 4285 Maschinen vom Typ C-1, C-2 und C-4. Auf den Fertigungskreis Schlesien wären 1305 Jäger vom Typ C-1 entfallen, ebenso viele vom Typ C-2 auf dem Fertigungskreis Thüringen. Für Posen waren 1675 Maschinen des Typs C-4 vorgesehen.
Im Mai 1944 wurden die geplanten Produktionszahlen allerdings korrigiert, nun wurde eine Gesamtmenge von 3450 Maschinen anvisiert. Die Verteilung sah wie folgt aus:
- C-1: Fertigungskreis Schlesien mit 685 Maschinen von September 1944 bis September 1945
- C-1: Fertigungskreis Posen mit 1140 Maschinen von September 1944 bis September 1945
- C-3: Fertigungskreis Thüringen mit 940 Maschinen von Dezember 1944 bis Oktober 1945
- C-3: Fertigungskreis Schlesien mit 685 Maschinen von Oktober 1944 bis September 1945

Der Serienstart der C-1 war für September 1944 geplant, dieser Anlauftermin wurde auch von Focke-Wulf bestätigt.
Im Fertigungskreis Posen sollten 1148 und im Fertigungskreis Thüringen 595 Maschinen in Serie gehen und bis Oktober 1945 ausgeliefert werden. Dafür sollten von Daimler 1834 Triebwerke vom Typ DB 603 E zur Verfügung stehen. Die C-1-Serie wäre mit diesen Produktionszahlen zum Standardnachtjäger der Luftwaffe geworden.
Wegen des Absetzens des Programmes der Ta 154 im August 1944 – noch vor dem geplanten Serienstart – wurde letztlich keine einzige Maschine der C-Serie fertiggestellt.

### Alliierte Reaktionen
| Chronologische Listung der Flugunfälle |                 |                                                                                           |
|                                        |                 |                                                                                           |
| Datum                                  | Maschine        | Unfallursache                                                                             |
| 31. Juli 1943                          | V1              | Knickstrebenbruch Hauptfahrwerk                                                           |
| 18. Februar 1944                       | V4              | Hauptfahrwerksversagen/Knickstrebenbruch                                                  |
| 28. Februar 1944                       | V3              | Querstellung des Bugrades                                                                 |
| 7. April 1944                          | V5              | Knickstrebenbruch Hauptfahrwerk                                                           |
| 8. April 1944                          | V8              | Rechter Motorenbrand                                                                      |
| 18. April 1944                         | V9              | Rechtshängen nach Landehilfenausfahrung mit Bodenberührung                                |
| 18. April 1944                         | 0 012           | Versagen beim Ausfahren des Bugrades                                                      |
| 16. Juni 1944                          | 320 004         | Kolbenfresser am linken Motor                                                             |
| 28. Juni 1944                          | 320 002         | Absturzgrund nach Hermann unbekannt. Redemann gibt als Ursache mangelhafte Verleimung an. |
| 18. Juli 1944                          | V10             | Pleuellagerfresser                                                                        |
| 28. September 1944                     | 320 011         | Versagen des Ausfahrens des Fahrwerks                                                     |
| 30. April 1945                         | 320 008 (D5+HD) | Bruchlandung durch Versagen des Ausfahrmechanismus oder der Landeklappen                  |

Die Alliierten waren durch ihre Luftaufklärung von Beginn an über die Entwicklung und den Bau der Ta 154 unterrichtet. Im Rahmen mehrerer Präventivschläge gegen die Erprobungs- und Fertigungsstätten von Focke-Wulf, wobei vornehmlich Bomber vom Typ B-17 und B-24 zum Einsatz kamen, wurden die Standorte zur Entwicklung und Erprobung der Ta 154 getroffen, darunter auch die für die Leimproduktion verantwortliche Firma Th. Goldschmidt in Wuppertal.
- Am 8. April 1944 wurde der Fliegerhorst Evershorst (Langenhagen) mit den dort stationierten Erprobungsstaffeln bombardiert.
- Am 9. April folgten Bombenangriffe auf die beiden Focke-Wulf-Werke Marienburg (Flugplatz Königsdorf) und Posen. Dabei wurden die Fertigungsanlagen für Komponenten der Fw 190 zerstört.
- Am 11. April 1944 wurde Sorau bombardiert.
- Am 29. Mai 1944 erfolgten weitere Angriffe auf Bremen, Cottbus und noch einmal Posen und Sorau. Innerhalb von vier Minuten wurde dabei das Werk fast vollständig zerstört. Damit war eine Produktion weiterer Flugzeuge dort zunächst nicht mehr möglich.[36]
- Ein weiterer Angriff auf die Mitteldeutschen Metallwerke Erfurt am 20. Juli 1944 führte zum Verlust von sieben Ta 154. Weitere drei wurden erheblich beschädigt. Ferner verbrannten je 18 im Bau befindliche Rümpfe und Tragwerksflächen.[36] Damit war die Produktion der Ta 154 in Erfurt nachhaltig gestört.
- Am 5. August 1944 erfolgte ein schwerer Bombenangriff auf die Erprobungsstätten der Ta 154 in Langenhagen, wo sieben Ta 154 vernichtet wurden.[36] Zwei weitere Maschinen wurden schwer beschädigt.[90]

Im britischen Interpretation Report vom 12. März 1945 wird wiederholt auf das Vorhandensein von Ta 154 eingegangen. So wurden bei Luftaufklärungsmissionen am 22. Februar 1945 zwei Ta 154 ausgemacht, die sich auf dem Flugplatz von Stade befanden. Am 9. März 1945 wurden weitere zwei Maschinen identifiziert. Drei dieser Maschinen waren mit einem hellen Anstrich versehen. Die vierte Maschine (D5+HD) besaß Flecktarnung. Mindestens zwei Ta 154 waren zu diesem Zeitpunkt „gefechtsklar“. Eine befand sich auf dem Waffenjustierstand und die andere auf dem Kompensierstand.
Die D5+HD erlitt am 30. April 1945 eine Bruchlandung, wobei das Leitwerk wegbrach. Nachdem die Maschine von der Besatzung aufgegeben worden war, plünderten deutsche Zivilisten das Flugzeug aus. Am 6. Mai 1945 wurde die Maschine von britischen Einheiten gesichert und anschließend protokolliert. Der Untersuchungsbericht trägt die Bezeichnung: A.T.I. 2nd T.A.F. Report A 685 10/5/45. Er enthält überwiegend technische Merkmale zur Ausstattung und die Maße der Maschine. Seltsamerweise identifizieren die Briten die Maschine nicht mit der Werksnummer 320 008, sondern mit 320 009 mit der Einsatzkennung D5+HD und der Werkskennung KU+SO.
Eine Grund für diese Diskrepanz ist nicht erklärbar, denn die 320 002 (KU+SO) ist nachweislich bereits am 28. Juni 1944 abgestürzt.

### Produktionsprobleme
Die Ta 154 litt seit ihrem ersten Prototypen an konstruktiven Mängeln. Hauptsorge des Teams um Tank blieben das Fahrwerk, die Triebwerke und die Grundstruktur des Flugzeuges sowie die Qualitätskontrolle bei der Produktion der Prototypen.
Das Feuchtigkeitsproblem des Holzes konnte bis zur Projekteinstellung nie gelöst werden. So schlugen die Nieten zwischen Holz und Metallverbindungsstellen bei Feuchtigkeitsaufnahme immer wieder aus, was einen erhöhten Wartungsaufwand bedeutete. Das Fahrwerksproblem konnte auch nach zahlreichen Änderungen nur teilweise behoben werden. So konnten die Propellerblätter der Ta 154 wegen des zu weichen Hauptfahrwerks bei zu hartem Bodenkontakt den Boden berühren.
Weitere Probleme ergaben sich Anfang 1944 mit der Verleimung des Flugzeuges. Die Essener Th. Goldschmidt AG, die den bei der Produktion der Ta 154 verwendeten Klebstoff „Tego-Film“ herstellte, wurde durch die Alliierten bombardiert und zerstört. In der Folge wechselte die Produktion auf den von der Leverkusener Dynamit AG hergestellten, noch im Entwicklungsstadium befindlichen Leim „Kaurit“. Dieser wies jedoch einen anderen Säuregehalt des Härters auf und wirkte zersetzend auf die Holzstruktur. Versuche bestätigten ein Nachlassen der Festigkeit um bis zu 50 Prozent. Die Probleme mit dem Leim konnten zwar gelöst werden, dennoch bewirkten sie, dass die Stimmung im Reichsluftfahrtministerium kippte, was letztlich zur Einstellung des Großprojekts Ta 154 führte.
Schlechte Verleimung war auch die Unfallursache des Absturzes der Erfurter Maschine mit der Werknummer 320 002 (KU+SO) am 28. Juni 1944.
Nach dem Absturz ließ Tank die Fertigung im Erfurter Werk stoppen. Nach diesem Stopp wurde er von einem Werksangehörigen der Sabotage bezichtigt. Der Vorfall wurde Gauleiter Fritz Sauckel gemeldet und an Göring weitergereicht. Die Aussprache zwischen beiden Personen fand kurze Zeit später im Hotel Deutscher Kaiser in Nürnberg statt. In dessen Verlauf sah sich Tank schweren Vorwürfen des Reichsmarschalls ausgesetzt. Tank gelang es, die Sabotagevorwürfe zu entkräften, so dass die Angelegenheit nicht weiter verfolgt wurde. Das Leimproblem führte aber zu erheblicher Verzögerung bei den Vorbereitungen zum Serienbau. Insgesamt sind bei der Ta 154 zwölf Flugunfälle bekannt geworden.

### Produktionszahlen
| Produktionszahlen (nach unterschiedlichen Quellen) |          |         |          |        |          |         |        |                       |                |        |           |        |             |      |
| Bauserie                                           | Hermann  | Merrick | Redemann | Donald | Munson   | Nowarra | Berger | Flugzeuge von A bis Z | Becker/Swoboda | Griehl | Griehl II | Arnold | Ringsletter | Lang |
| V-Muster                                           | 12       | o. A.   | 7        | o. A.  | o. A.    | o. A.   | o. A.  | o. A.                 | o. A.          | 12     | 12        | 3      | 12          | 12   |
| A-0                                                | 8        | o. A.   | 8        | 8      | o. A.    | 8       | 15     | 8                     | 20             | ≈ 10   | 7         | 12     | 7           | 11   |
| A-1                                                | o. A     | mind. 6 | 10       | o. A.  | o. A.    | 10      | o. A.  | 10                    | kleine Anzahl  | 6      | o. A      | 10     | Etliche     | o. A |
| A-2                                                | mind. 18 | 4       | o. A.    | o. A.  | o. A.    | o. A.   | o. A.  | 6                     | o. A.          | 6–10   | o.A.      | o. A   | o. A        | o. A |
| Summe                                              | ≈ 50     | o. A.   | 31       | o. A.  | Dutzende | o. A.   | o. A.  | o. A.                 | > 50           | o. A.  | 30        | o. A.  | 30          | 31   |

### Produktionseinstellung
| Leistungsdatenvergleich verschiedener Hauptkonkurrenten |                              |                              |                       |                        |
| Daten                                                   | Ta 154 A-1                   | Do 335 A-6                   | He 219 A-7/R2         | Mosquito NF XIX        |
| Länge                                                   | 13,70 m                      | 13,85 m                      | 16,34 m (mit Antenne) | 12,30 m                |
| Spannweite                                              | 17,80 m                      | 13,80 m                      | 18,50 m               | 16,51 m                |
| Höhe                                                    | 3,67 m                       | 5,00 m                       | 4,10 m                | 4,66 m                 |
| Flügelfläche                                            | 32,00 m³                     | 38,50 m³                     | 44,50 m³              | 43,00 m³               |
| Flügelstreckung                                         | 9,9                          | 5,0                          | 7,7                   | 6,3                    |
| Startmasse                                              | 11.500 kg                    | 10.100 kg                    | 15.100 kg             | 10.115 kg              |
| Motor                                                   | 2 × Jumo 213 E               | 2 × DB 603 E                 | 2 × DB 603 E          | Rolls-Royce Merlin 25  |
| Motorleistung                                           | 2 × 1.750 PS                 | 2 × 1.800 PS                 | 2 × 1.800 PS          | 2 × 1.635 PS           |
| Kraftstoffvorrat                                        | 2.300 l                      | 1.720 l + 150 l MW-50        | unbekannt             | 2.346 l                |
| Zusatztanks                                             | 2 × 300 l                    | 2 × 300 l                    | unbekannt             | 2 × 227 / 2 × 454 l    |
| Reichweite                                              | 1.615 km                     | 1.510 km                     | 1.850 km              | 1.940 km               |
| mit Zusatztanks                                         | 1.875 km                     | 2.540 km (Sparflug)          | unbekannt             | 2.944 km               |
| Höchstgeschwindigkeit                                   | 678 km/h auf 10.000 m        | 692 km/h auf 5.500 m         | 586 km/h auf 9.800 m  | 612 km/h               |
| Dienstgipfelhöhe                                        | 11.500 m                     | 10.800 m                     | 9.800 m               | 10.516 m               |
| Rumpfbewaffnung                                         | 2 × MK 108 und 2 × MG 151/20 | 1 × MK 103 und 2 × MG 151/20 | bis 6 × MG 151/20     | 4 × MK 20 mm (Hispano) |

Entwicklung, Fertigung und Flugerprobung der Ta 154 standen seit Beginn des Projektes unter Kritik. Belastend für das Projekt waren die Unzuverlässigkeit des Hauptfahrwerkes, das Problem der mangelhaften Verleimung und die zu geringe Motorleistung. Darüber hinaus stieß dieser Flugzeugtyp auf keine Sympathie bei den verantwortlichen Stellen im RLM und bei den Testpiloten der Erprobungsstelle Rechlin.
Am 25. Mai 1944 fand auf dem Obersalzberg eine erregte Besprechung zwischen Göring, Tank, Galland und Karl-Otto Saur statt, in der es um die Beseitigung dieser Mängel ging. In dem Gespräch soll sich Göring barsch an Tank gewandt haben:

„Die Maschine sollte heute ja schon im Programm laufen, aber ich stelle fest, sie ist nicht da. Geleimt kann sie auch nicht werden und die Leistungen liegen weit zurück.“

Adolf Galland, der General der Jagdflieger, erwartete trotz Einbaus des leistungsstärkeren Jumo 213 keine deutliche Leistungssteigerung. Darüber hinaus monierte er die schlechten Flugeigenschaften der Maschine, den unbefriedigenden Einmotorenflug und das Risiko bei einer Bauchlandung mit dem Holzrumpf. Tank gelang es auch im weiteren Gesprächsverlauf nicht, diese Argumente vollends zu entkräften, lediglich das Leimproblem konnte er durch die Ankündigung des neuen Leimtyps „Polystal“ abmildern.
Das Interesse an der Ta 154 schwand jedoch weiter. Am 17. Juni 1944 sah der vom Jägerstab erstellte Lieferplan die Ta 154 schon nicht mehr vor, was einer Einstellung gleichkam.
Anfang Juli 1944 wurde noch einmal auf das immer noch bestehende Problem mit dem Fahrwerk und der Verleimung hingewiesen, und am 6. Juli 1944 gab Erhard Milch gegenüber Focke-Wulf bekannt, dass im Einvernehmen mit Göring und Hitler die Ta 154 und auch die verbesserte Ta 254 von der Planung gestrichen worden waren. Am 1. August 1944 wurde auch das Erprobungskommando 154 aufgelöst. Am 2. August 1944 ordnete Milch an, dass alle zu diesem Zeitpunkt fertiggestellten Maschinen „abzustellen“ seien. Ferner verbot er, größere Komponenten zu bauen und weiteren Treibstoff für das Projekt zu verschwenden.
Tanks Bestrebungen, sein Projekt der Ta 154 am Leben zu erhalten, endeten damit, dass er die V14 für weitere Testflüge an Galland und Werner Streib übergab. Doch auch dieser Versuch scheiterte. Überdies wurde Langenhagen am 5. August 1944 bombardiert und der Großteil der letzten Ta 154 vernichtet. Tags darauf ließ Saur verlautbaren, dass die Ta 154 nun auch im Firmeninteresse nicht mehr benötigt werde. Am 14. August 1944 folgte seitens des Oberkommandos der Luftwaffe an Focke-Wulf ein Verbot jeglichen Neubaus und eventueller Reparaturen an noch bestehenden Maschinen. Alle zu diesem Zeitpunkt im Bau befindlichen Maschinen sollten dem Generalquartiermeister übergeben werden. Noch im September und Oktober 1944 wurden jedoch in Erfurt aufgrund einer Genehmigung von Saur weitere Maschinen produziert und fertiggestellt. Im Herbst 1944 wurden entgegen bestehenden Anordnungen die Flugerprobungen der Ta 154 erneut aufgenommen; sie wurden in den Reihen des Nachtjagdgeschwaders 3 bis zum April 1945 fortgesetzt.

### Mistel- und Pulkzerstörervarianten
| Planungen für das Mistel-Prinzip Focke-Wulf Ta 154 |           |           |           |
| Bezeichnung                                        | Entwurf 1 | Entwurf 2 | Entwurf 3 |
| Masse Ta 154                                       | 9.920 kg  | 10.430 kg | 11.030 kg |
| Masse Sprengladung                                 | 2.500 kg  | 3.000 kg  | 3.500 kg  |
| Masse Fw 190 A-8                                   | 4.100 kg  | 4.100 kg  | 4.100 kg  |
| Gesamtmasse                                        | 14.030 kg | 14.630 kg | 15.130 kg |

Nachdem sich der Produktionsstopp der Ta 154 abzeichnete, entwickelte Focke-Wulf Ideen, vorhandene Flugzeuge und Baugruppen einem neuen, radikaleren Nutzungszweck zuzuführen. Dabei entstanden drei Verwendungsmöglichkeiten – ein Mistelprinzip sowie die eines Pulkzerstörers in zwei Ausführungen.
Mistel-Prinzip
Das Mistelprinzip wurde von der Gruppe Schöffel bei Focke-Wulf erarbeitet und erhielt den Namen Mistel Ta 154 A – FW 190 A-8 „Sprengstoffträger Beethoven“. Es umfasste den Umbau von mindestens 6 Ta 154 A-0-Vorserienmaschinen, die zu diesem Zweck die Bezeichnung Ta 154 A-0/U2 erhielten. Das Vorhaben wurde im Juli 1944 den RLM vorgelegt. Das „Mistelprinzip“ ging dabei von einer Kombination einer Ta 154 als Sprengstoffträger aus, die durch ein Strebengerüst mit dem Leitflugzeug, einer Fw 190 A-8, verbunden werden sollte. Alternativ war auch eine Fw 190 A-4 im Gespräch. Die ausgewählten Maschinen erhielten für diesen Zweck eine geänderte Rumpfspitze mit einer Hohlladung. Die Maßangaben hierzu schwanken, je nach verwendeter Quelle, zwischen 2000 und 3500 kg. Die maximale Abflugmasse betrug 15,13 t. Einmal in der Luft, sollte sich die Ta 154 im Zielanflug vom Leitflugzeug trennen und im Bahnneigungsflug als Lufttorpedo in die einfliegenden Bomberverbände stürzen. Dort sollte die Sprengladung dann mittels Funksignal ferngezündet werden, wobei der Totalverlust der Maschine einkalkuliert wurde.
Bei Kriegsende soll der Umbau von sechs Mistelgespannen abgeschlossen gewesen sein und Übungsflüge stattgefunden haben. Andere Publikationen geben an, dass die Idee des Mistelprinzips verworfen wurde, als Untersuchungen ergaben, dass das Verhältnis der Fw 190 und der Ta 154 keine einwandfreie Trennung vom Sprengstoffträger erlaubt hätte. Daraufhin soll die Idee des „Pulk-Zerstörers“ aufgegriffen worden sein.
Pulk-Zerstörer-Schema Fw 190 – Ta 154

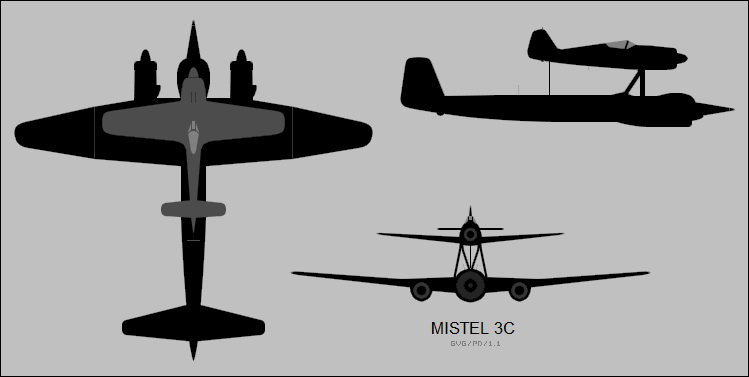
Einfaches Schema eines Misteleinsatzes; hier am Beispiel einer Ju 88 und Fw 190 als Mistelgespann

Die Idee, die Ta 154 als „Pulkzerstörer“ einzusetzen, wurde von Focke-Wulf im Februar 1944 entwickelt. Untersuchungen hatten ergeben, dass die Detonation einer 2000-kg-Sprengladung in 140 Metern Entfernung ausreichend sein müsste, um einen viermotorigen Bomber zum Absturz zu bringen. Tank schloss daraus, dass damit die in enger Formation fliegenden Bomberverbände aufgebrochen werden könnten. Seine Studie legte er am 7. Mai 1944 dem RLM vor, welches diesen Plan genehmigte. Zu diesem Zweck wurden im Werk Posen sechs Maschinen vom Typ A-1 als einsitzige unbewaffnete Varianten fertiggestellt. Neben der 2000-kg-Sprengladung erhielten die Maschinen drei unabhängig voneinander funktionierende Zünder: einen Akustik-, einen Zeit- und einen Aufschlagzünder. Als Sonderausstattung verfügten die Maschinen über einen Dreh-Schleudersitz, damit sich der Pilot im Zielanflug aus der Maschine katapultieren konnte. Flugerprobungen fanden jedoch nicht statt. Nach einer anderen Publikation wurde dieses Prinzip verworfen und durch das nachfolgende Konzept ersetzt.
Pulk-Zerstörer-Schema Ta 154 – Ta 154
Diese Alternative des Pulkzerstörer-Schemas umfasste den Einsatz von zwei Ta 154, wobei die Maschine mit der 2500 kg schweren Hohlladung durch eine Drahtsteuerung in den Bomberpulk gelenkt werden sollte. Erreichte sie die geeignete Position, sollte der Draht gekappt und die Sprengung des Flugzeuges per Funksignal ausgelöst werden. Das Vorhaben wurde nicht umgesetzt.

## Überführung und Fronteinsätze

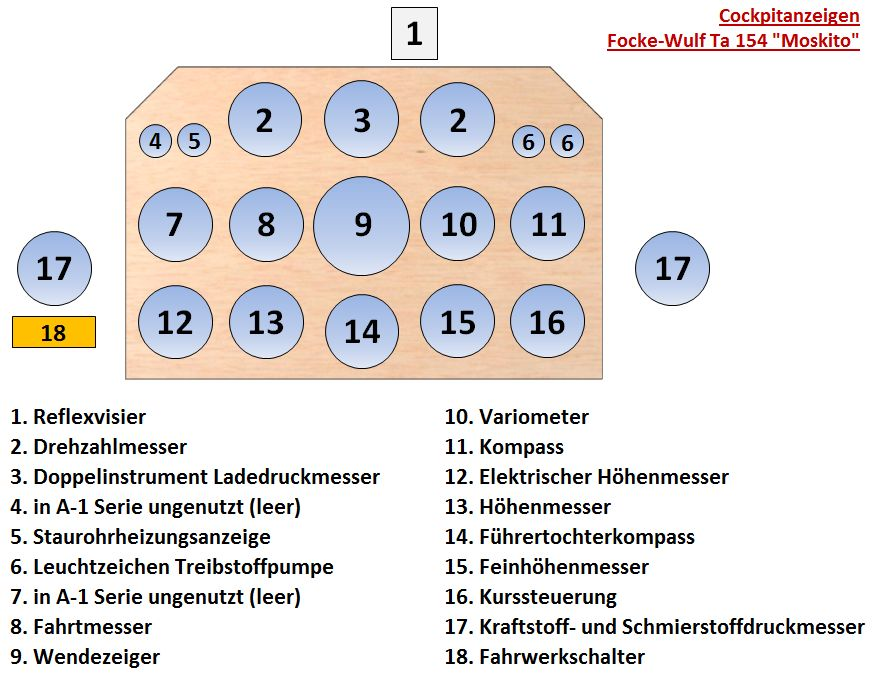
Cockpitanzeige Focke-Wulf Ta 154 (Ausschnitt)

Im August 1944 gab es zwischen Focke-Wulf und dem Nachtjagdgeschwader 3 erste Gespräche hinsichtlich eines möglichen Einsatzes der Ta 154. Geschwaderkommodore Helmut Lent interessierte sich dabei für die Leistungsfähigkeit der Maschine. Der Bombenangriff auf Langenhagen verhinderte jedoch weitere Aktivitäten. Nach dem Produktionsstopp und der Auflösung des Erprobungskommandos wurden alle restlichen sechs Ta 154 nach Detmold überführt und dort auf Nachtjagd umgerüstet. Am 19. November 1944 wurde die Maschine mit der Werknummer 120 005 (Kennzeichen TQ+XE) von einem Piloten des NJG 3 von Langenhagen nach Stade, dem Sitz des Geschwaderstabes, überführt. Dort erhielt die Maschine die Nachtjagdkennung D5+ED. Anschließend flog diese Maschine in der III. Gruppe des NJG 3. Die Besatzung bestand aus dem Piloten Gottfried Schneider und seinem Funker Ernst Hammer. Beide flogen bis zum Kriegsende mit der D5+ED 44 Feindflüge, von denen 13 Nachtjagdeinsätze waren. Weitere Überführungsflüge nach Stade erfolgten am 27. November, 12. und 23. Dezember 1944 sowie am 29. Januar 1945. Im November 1944 flogen in den Staffeln der III. Gruppe des NJG 3 drei Ta 154. Diese Zahl wird von der Aussage des letzten Geschwaderadjutanten Jochen Jarow bestätigt. In einer Junkers-Notiz vom 16. März 1945 wird der erfolglose Einsatz dieser Maschinen dokumentiert.
Neben dem Einsatz im NJG 3 flogen weitere Maschinen in der Nachtjagdgruppe 10 (NJGr 10) und im Ergänzungsjagdgeschwader 2 (ErJG 2). Einsätze der Ta 154 gegen die de Havilland Mosquito verliefen enttäuschend, weil die verwendeten Motoren für den Einsatz in großer Höhe nicht geeignet waren.
Insgesamt sollen die Besatzungen der Ta 154 zwei unbestätigte Abschüsse gegnerischer Flugzeuge erzielt haben.
Einsätze von Ta 154 in den letzten Kriegsmonaten sind nicht überliefert. Ihr Verbleib bei Kriegsende ist nebulös. Die verbliebenen Maschinen – es sollen fünf oder sechs gewesen sein – standen die letzten Wochen des Krieges unbenutzt und ungetarnt abgestellt am Waldrand von Agathenburg. Dort sollen drei Maschinen im April 1945 gesprengt worden sein. Es handelt sich dabei um die Maschinen mit den Werknummern 120015, 320009 und 3200010. Eine vierte Maschine soll bis zum Kriegsende in Stade verblieben sein, eine weitere befand sich in Lechfeld und eine sechste in Langenhagen.
Andere Publikationen geben an, dass einige Maschinen den Krieg unbeschadet überstanden haben und als Kriegsbeute an die Siegermächte gefallen sein sollen. Demnach soll eine dieser Maschinen nach dem Kriegsende von US-amerikanischen Truppen in Lage aufgebracht und in die USA verschifft worden sein, wo sie im September 1945 auf dem Freeman Field auf der dortigen Beuteausstellung gezeigt worden sein soll. Drei weitere Ta 154 sollen von britischen Truppen im Luftpark Paderborn sichergestellt und nach England gebracht worden sein.

## Wertung

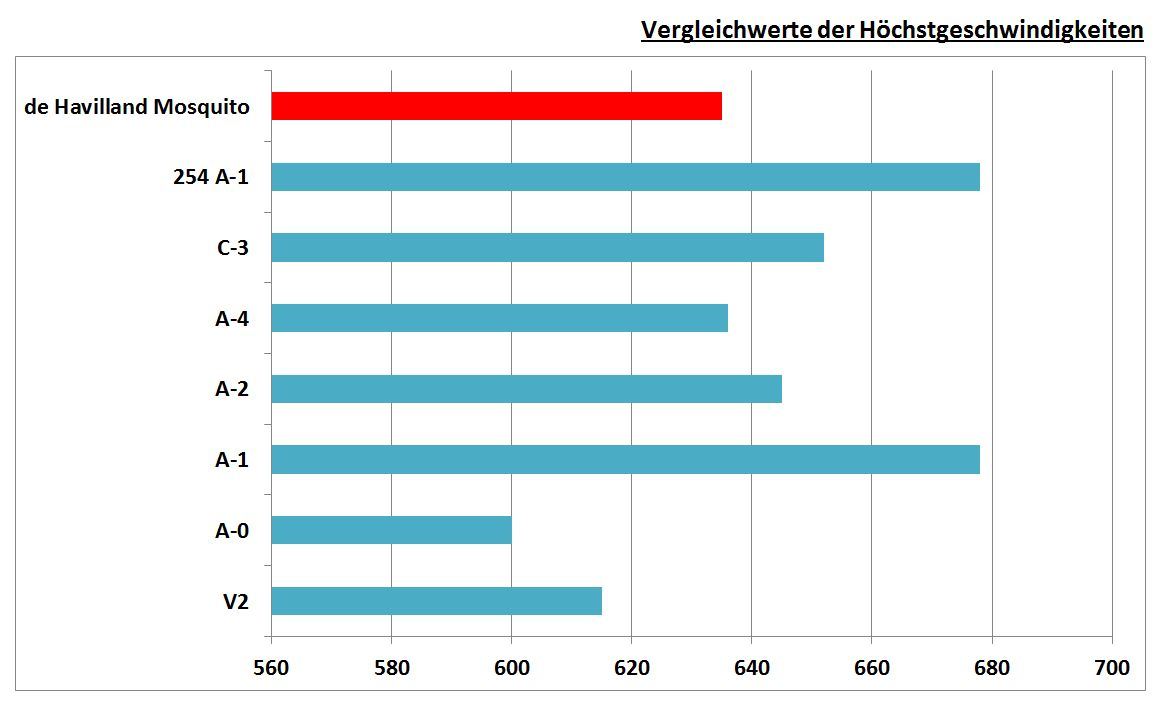
Vergleichswerte der Höchstgeschwindigkeiten (V_{max}) unterschiedlicher Ta-154-Versionen im Bezug zur de Havilland Mosquito

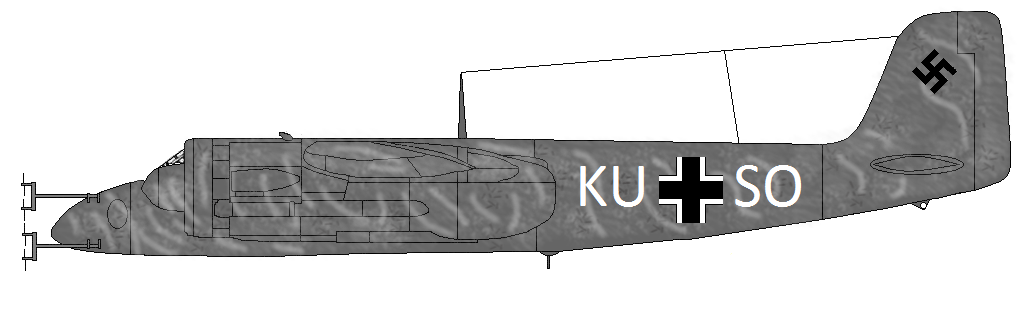
In dieser Seitenansicht ist ersichtlich, warum Pilot und Funker nahezu keine Seitensicht hatten. Kanzel und Triebwerke befanden sich fast auf gleicher Höhe.

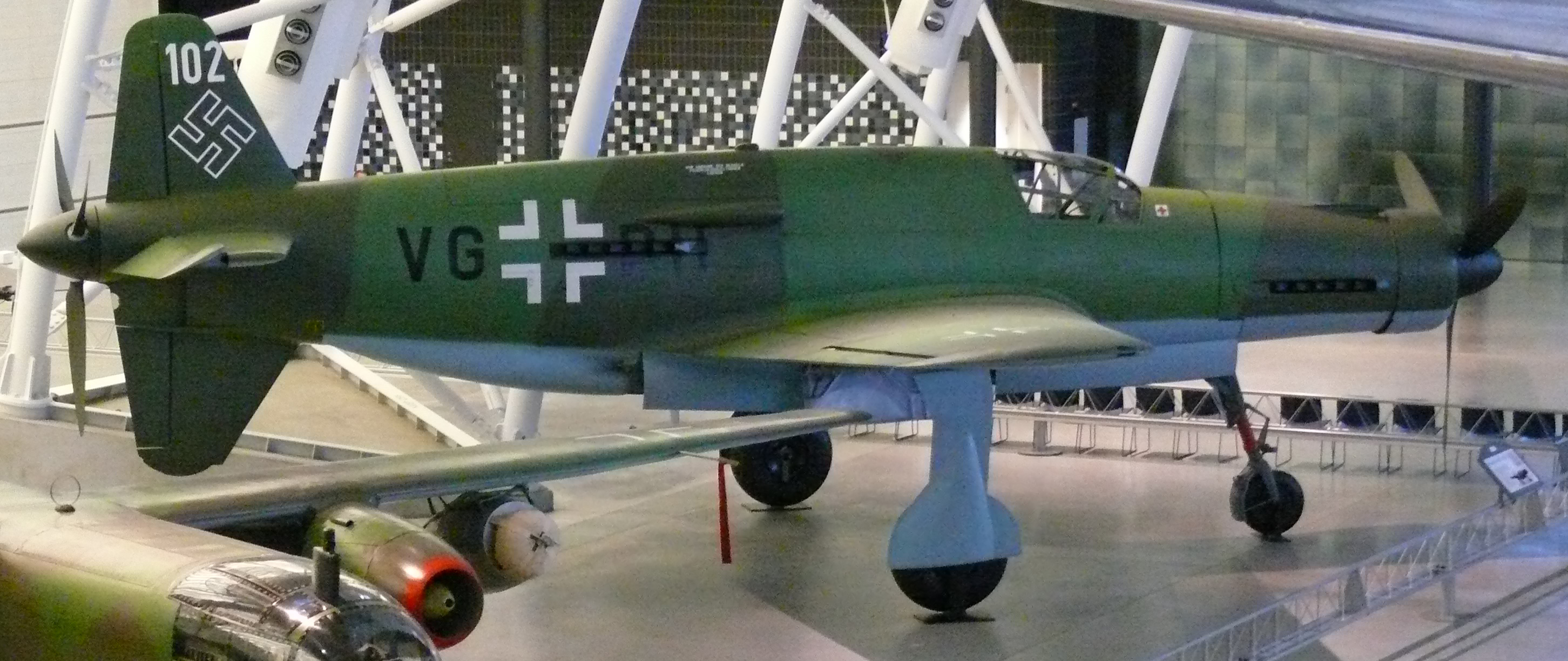
Die Do 335 „Pfeil“ war designierter Nachfolger der Ta 154 und Hoffnungsträger einer untergehenden Luftwaffe. Bei Kriegsende waren erst wenige „Pfeil“ fertig gestellt. An Einsätzen nahm die Maschine nicht teil.

Planung, Konzeption und Bauausführung der Ta 154 waren sowohl für die Luftwaffe als auch für Focke-Wulf eines der aufwendigsten Projekte der letzten Kriegsjahre. Ursprünglich sollte die von Kurt Tank entworfene Maschine bis 1944 die meisten zweimotorigen Flugzeuge der Luftwaffe ersetzen. Sie bestand zu über 50 Prozent aus Holz und konnte deswegen günstiger und einfacher produziert werden als Metallflugzeuge, deren Produktion aufgrund des Aluminiummangels immer größere Schwierigkeiten bereitete. Doch bereits während der Entwicklung wurde schnell klar, dass es aufgrund der Luftherrschaft der Alliierten nur für Nachtoperationen eingesetzt werden könnte. Als dann schließlich der Serienbau der Maschine Mitte 1944 vollumfänglich anlaufen sollte, verfügte die Luftwaffe einen Baustopp.
Zu diesem Zeitpunkt verfügte die Nachtjagd über drei Nachtjagdmodelle.
- Die Bf 110 war spätestens 1944 technisch veraltet.[116]
- Die He 219 „Uhu“ stand nur in geringer Anzahl zur Verfügung.
- Die Do 335 war aufgrund ihrer aufwendigen Konstruktion noch nicht einsatzfähig.[87]

Die „deutsche Moskito“ dagegen war nach den damals vorherrschenden Erfahrungen der Nachtjagd entwickelt worden und allen bisherigen verwendeten deutschen Nachtjägern überlegen. Kurt Tank, der die Maschine oft und gern geflogen hatte, beschrieb sie als ein „gutes Flugzeug“. Sie war im direkten Leistungsvergleich mit ihrem Hauptkonkurrenten, der He 219, steig- und manövrierfähiger, allerdings mangelte es der Ta 154 an ausreichender Bewaffnung und ihre Flugdauer war unzulänglich.
Ein weiteres Manko der Ta 154 war die schlechte Sicht des Piloten nach rechts und links. Grund war, dass Führungskanzel und Triebwerke etwa auf gleicher Höhe lagen. Der hintere Flugzeugführer, in der Regel der Funker, sah gar nichts. Aus diesem Grund war die Maschine nicht für den Verbandsflug geeignet.
Zu den genannten Problemen gesellten sich Erschwernisse mit der Hydraulik und der Handhabung des ungewohnten Bugrads. Bei den Angehörigen des NJG 3 war der „hölzerne Vogel“ aufgrund dieser Eigenheiten unbeliebt. In diesem Zusammenhang bringt der Ausspruch „Die Moskito sticht nicht!“ die gesamte Problematik der Ta 154 zum Tragen. Selbst als die He 219 zur Frontreife gelangt war, bestand Milch vor allem aus produktionsbedingten Gründen weiterhin auf der Fortführung des Ta-154-Projektes.
Die Gründe für das Scheitern des Projektes waren nicht produktionstechnischer Art, sondern die Folge mangelnder Detailkonstruktion, gepaart mit der Ungeduld der Luftwaffenführung.
Insgesamt wird die Ta 154 als „kostspieliger Fehlschlag“ angesehen, als eine Wiederholung der Debakel um die Me 210 (vom RLM Ende 1941 als fluguntauglich eingestuft) und He 177 (unkontrollierbare Triebwerksbrände und Hüllenbrüche). Mit den Baueinstellungen der Vorgängermodelle Fw 187, Me 210 und He 177 und nun auch der Ta 154 beraubte sich die Luftwaffe ihrer wenigen Möglichkeiten, den Alliierten einen wirksamen Nachtjäger entgegenzustellen. Diese Entscheidung wird als militärischer Fehler gesehen.
Insgesamt hatten am Ta-154-Projekt rund 10.000 Arbeiter ein Jahr verschwendet. Stattdessen verteilte die Luftwaffenführung ihre begrenzen Ressourcen auf unzählige weitere Flugzeugprojekte. Sie verlor dadurch annähernd zwei Jahre Produktionszeit bei der Fw 187 und ein weiteres Jahr bei der Ta 154.
Das hierbei entstandene Kräftedefizit, mehrere tausende Maschinen umfassend, beschleunigte den Untergang der Nachtjagdwaffe weiter. Nach der Baueinstellung der Ta 154 wandte sich das RLM der favorisierten Do 335 in der Überzeugung zu, für die Entwicklung dieses Jägers noch ausreichend Zeit zu haben. Diese Fehleinschätzung wird als weiteres Indiz für die Konzeptlosigkeit der Luftwaffenführung gesehen, denn bei Kriegsende lag diese Maschine erst am Beginn ihrer Serienproduktion und damit zwölf Monate hinter der Ta 154 zurück.
Bei Kriegsende war aber auch die Ta 154 schon technisch überholt und fand, im Gegensatz zum Raketenjäger Me 163 oder den Strahlflugzeugen wie der Me 262, kaum Interesse bei den Alliierten.
Ein Teilnachbau der Ta 154 V3 ist im Luftfahrttechnischen Museum in Rechlin ausgestellt.

## Technischer Anhang

### A-Serie
| Technische Daten Focke-Wulf Ta 154 A-1 (Auswahl nach unterschiedlichen Publikationen) |                                                   |                                   |                              |                                          |                                                        |                              |
| Ausrüstung                                                                            | Nowarra                                           | Berger                            | Redemann                     | Flugzeuge von A bis Z                    | Flugzeugtypen der Welt                                 | Lang                         |
| Verwendungszweck                                                                      | Zweimotoriger Nachtjäger                          | Jagdflugzeug/Nachtjäger           | Nachtjäger                   | Nachtjäger                               | Nachtjäger                                             | Nachtjäger                   |
| Triebwerk                                                                             | 2 × Jumo 211 R (je 1.500 PS)                      | 2 × Jumo 211 R (je 1.500 PS)      | 2 × Jumo 213 E (je 1.750 PS) | 2 × Jumo 211 R (je 1.500 PS)             | 2 × Jumo 211 R (je 1.500 PS)                           | 2 × Jumo 213 E (je 1.750 PS) |
| Spannweite                                                                            | 16,00 m                                           | 16,00 m                           | 16,00 m                      | 16,00 m                                  | 16,00 m                                                | 16,00 m                      |
| Länge                                                                                 | 12,60 m                                           | 12,60 m                           | 12,60 m                      | 12,10 m                                  | 12,10 m                                                | 12,57 m                      |
| Höhe                                                                                  | 3,67 m                                            | k. A.                             | 3,60 m                       | 3,50 m                                   | 3,50 m                                                 | 3,60 m                       |
| Dienstgipfelhöhe                                                                      | 10.920 m                                          | 10.920 m                          | 10.900 m                     | 10.900 m                                 | 10.900 m                                               | 10.900 m                     |
| Reichweite                                                                            | 1.370 km                                          | 1.370 km                          | 1.860 km                     | 1.365 km                                 | 1.365 km                                               | 1.375 km                     |
| max. Startmasse                                                                       | 8.845 kg                                          | 8.920 kg                          | 8.920 kg                     | 8.920 kg                                 | 8.930 kg                                               | 8.250 kg                     |
| Kraftstoffvorrat                                                                      | 1.500 l                                           | k. A.                             | k. A.                        | k. A.                                    | k. A.                                                  | k. A.                        |
| Vmax                                                                                  | 632 km/h                                          | 632 km/h                          | 648 km/h                     | 650 km/h                                 | 650 km/h                                               | 642 km/h                     |
| Bewaffnung                                                                            | 2 × MG 151/20 mm 4 × MK 108/30 mm (Schräge Musik) | 4 × MK 108/30 mm 2 × MG 151/20 mm | 2 × MG 151/20 2 × MK 108     | 2 × MG 151/20 1 × MK 108 (Schräge Musik) | 2 × MG 151/20 mm 2 × MK 108 1 × MK 108 (Schräge Musik) | 2 × MG 151/20 2 × MK 108     |

### Vergleichsübersicht
| Vergleichsübersicht ausgewählter Baureihen Focke-Wulf Ta 154 |           |         |            |        |              |           |            |                              |            |            |          |                  |                           |         |
| Name                                                         | Besatzung | Länge   | Spannweite | Höhe   | Flügelfläche | Streckung | Startmasse | Triebwerk                    | Tankinhalt | Reichweite | Vmax     | Dienstgipfelhöhe | Bewaffnung                | Quelle  |
| V1                                                           | 2         | k. A.   | k. A.      | k. A.  | 32,40 m²     |           | 7.700 kg   | 2 × Jumo 211 F (je 1.340 PS) | 1.944 l    | k. A.      | 618 km/h | k. A.            | 2 × MG 151 und 2 × MK 108 | [ 125 ] |
| V2                                                           | 2         | 12,75 m | 16,00 m    | 3,65 m | 32,40 m²     | 7,9       | 9.450 kg   | 2 × Jumo 211 F (je 1.340 PS) | k. A.      | k. A.      | 615 km/h | 9.400 m          | 2 × oder 4 × MG 151/20    | [ 55 ]  |
| V3                                                           | 2         | 12,57 m | 16,00 m    | 3,65 m | 32,40 m²     | 7,9       | 8.490 kg   | 2 × Jumo 211 F (je 1.340 PS) | k. A.      | 1.600 km   | 574 km/h | 9.250 m          | 4 × MG 151                | [ 100 ] |
| V6                                                           | 2         | k. A.   | k. A       | k. A.  | k. A         |           | k. A.      | 2 × Jumo 211 N (je 1.450 PS) | 1.500 l    | k. A.      | k. A.    | k. A.            | 4 × MG 151/20             | [ 41 ]  |
| A-0                                                          | 2         | 12,57 m | 16,00 m    | 3,65 m | k. A.        |           | 8.250 kg   | 2 × Jumo 211 F (je 1.340 PS) | k. A.      | 1.365 km   | 600 km/h | 10.500 m         | 4 × MG 151/20             | [ 62 ]  |
| A-1                                                          | 2         | 13,70 m | 17,80 m    | 3,67 m | 42,00 m²     | 7,5       | 11.500 kg  | 2 × Jumo 211 E (je 1.750 PS) | 2.300 l    | 1.615 km   | 678 km/h | 11.500 m         | k. A.                     | [ 102 ] |
| A-2/U4                                                       | 2         | 13,20 m | 16,46 m    | k. A.  | k. A.        |           | 8.450 kg   | 2 × Jumo 213 A (je 1.750 PS) | 1.500 l    | 1.485 km   | 645 km/h | 11.300 m         | 2 × MG 151/20             | [ 122 ] |
| A-4                                                          | 2         | 12,45 m | 16,00 m    | 3,40 m | 25,00 m²     | 10,2      | 8.250 kg   | k. A.                        | k. A.      | 1.365 km   | 635 km/h | 10.000 m         | k. A.                     | [ 4 ]   |
| C-1                                                          | 2         | 13,70 m | 16,00 m    | 3,67 m | k. A.        |           | 9.000 kg   | 2 × Jumo 213 A (je 1.750 PS) | k. A.      | 1.370 km   | 685 km/h | 10.920 m         | 6 × MK 108                | [ 123 ] |
| C-3                                                          | 1         | 13,70 m | 16,00 m    | 3,65 m | 32,40 m²     | 7,9       | 10.735 kg  | 2 × Jumo 213 A (je 1.750 PS) | 1.830 l    | 1.375 km   | 652 km/h | 10.500 m         | k. A.                     | [ 104 ] |
| 254 A-1                                                      | 1         | 13,70 m | 17,80 m    | 3,67 m | 42,00 m²     | 7,5       | 11.500 kg  | 2 × Jumo 213 E (je 1.750 PS) | 2.300 l    | 1.615 km   | 678 km/h | 11.500 m         | k. A.                     | [ 102 ] |
| 254 A-2                                                      | 2         | 13,70 m | 16,00 m    | 3,67 m | 42,00 m²     | 6,1       | 11.500 kg  | 2 × Jumo 213 E (je 1.750 PS) | k. A.      | 1440 km    | 736 km/h | 11.500 m         | 2 × MG 151, 2 × MK 108    | [ 123 ] |

## Grafischer Anhang

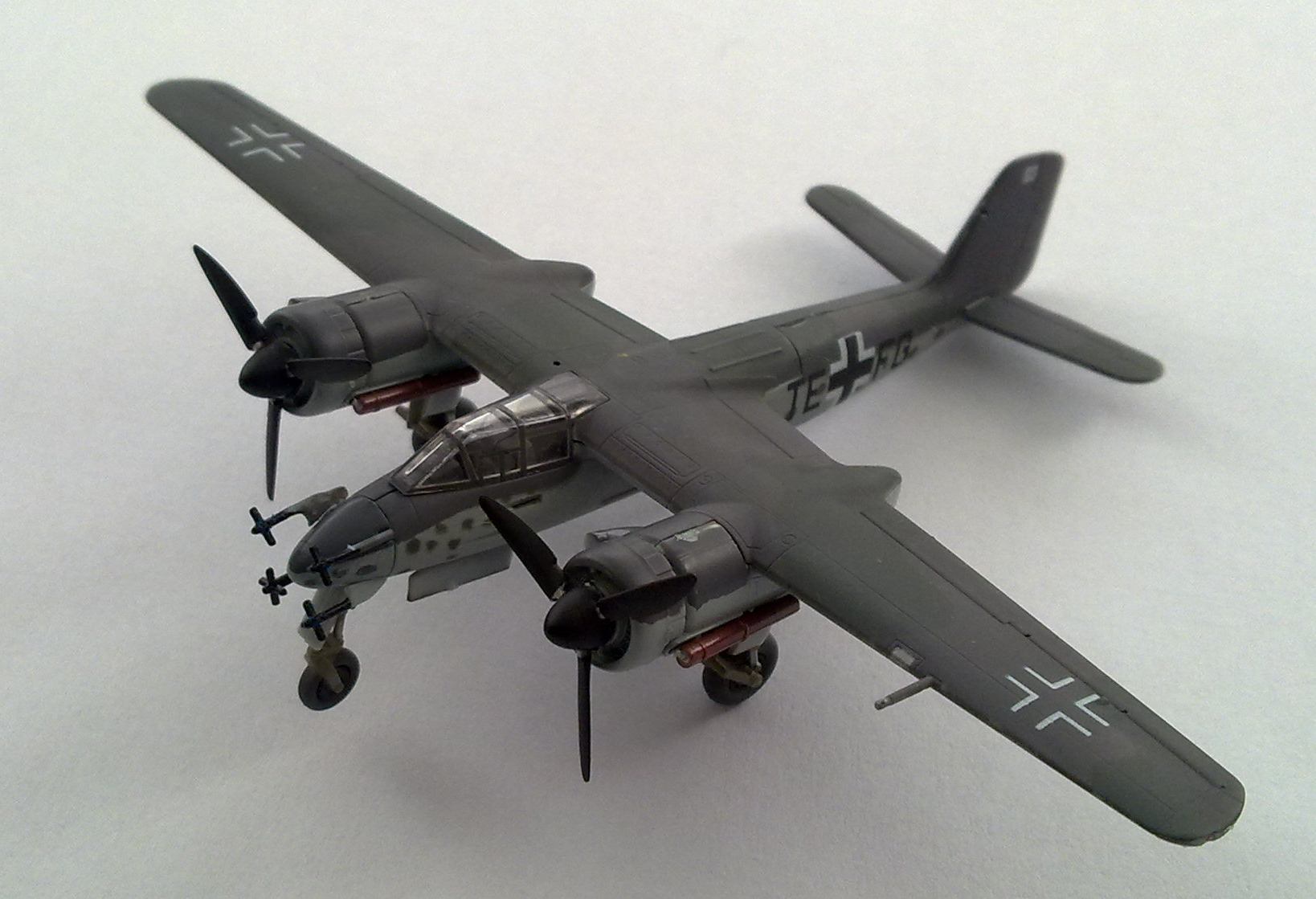
Totalansicht der V3
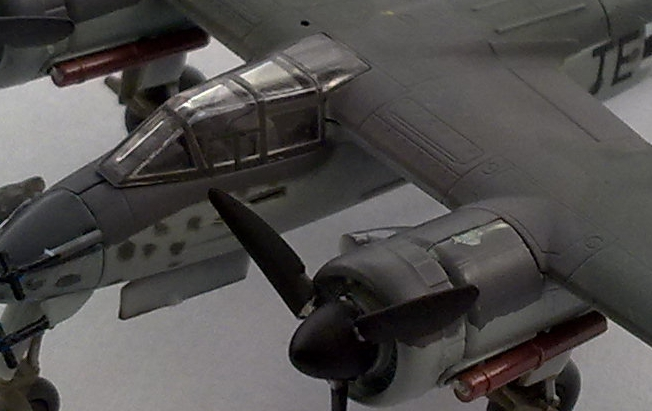
Detailansicht des Cockpitbereichs der V3
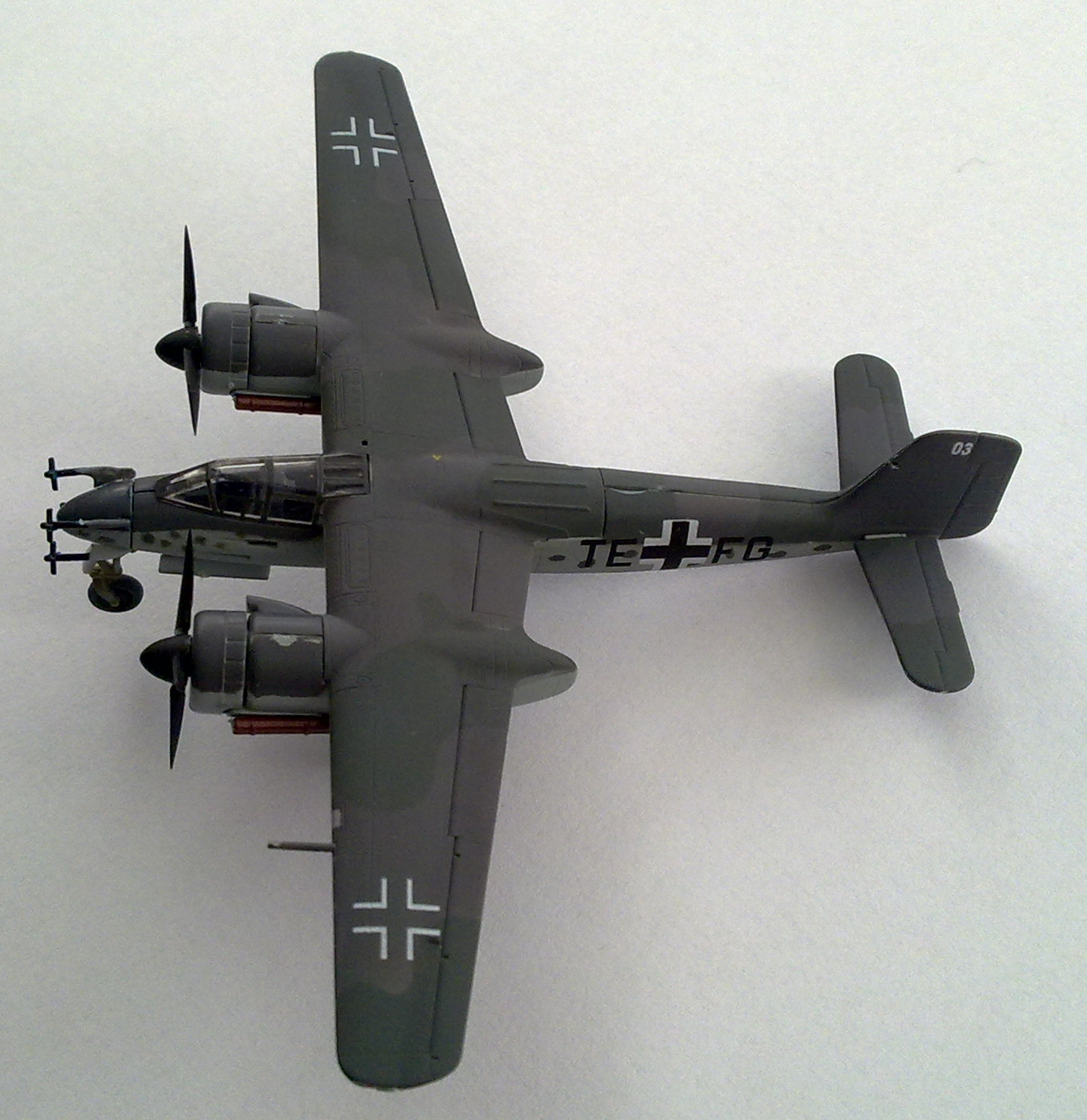
Vertikalblick der V3
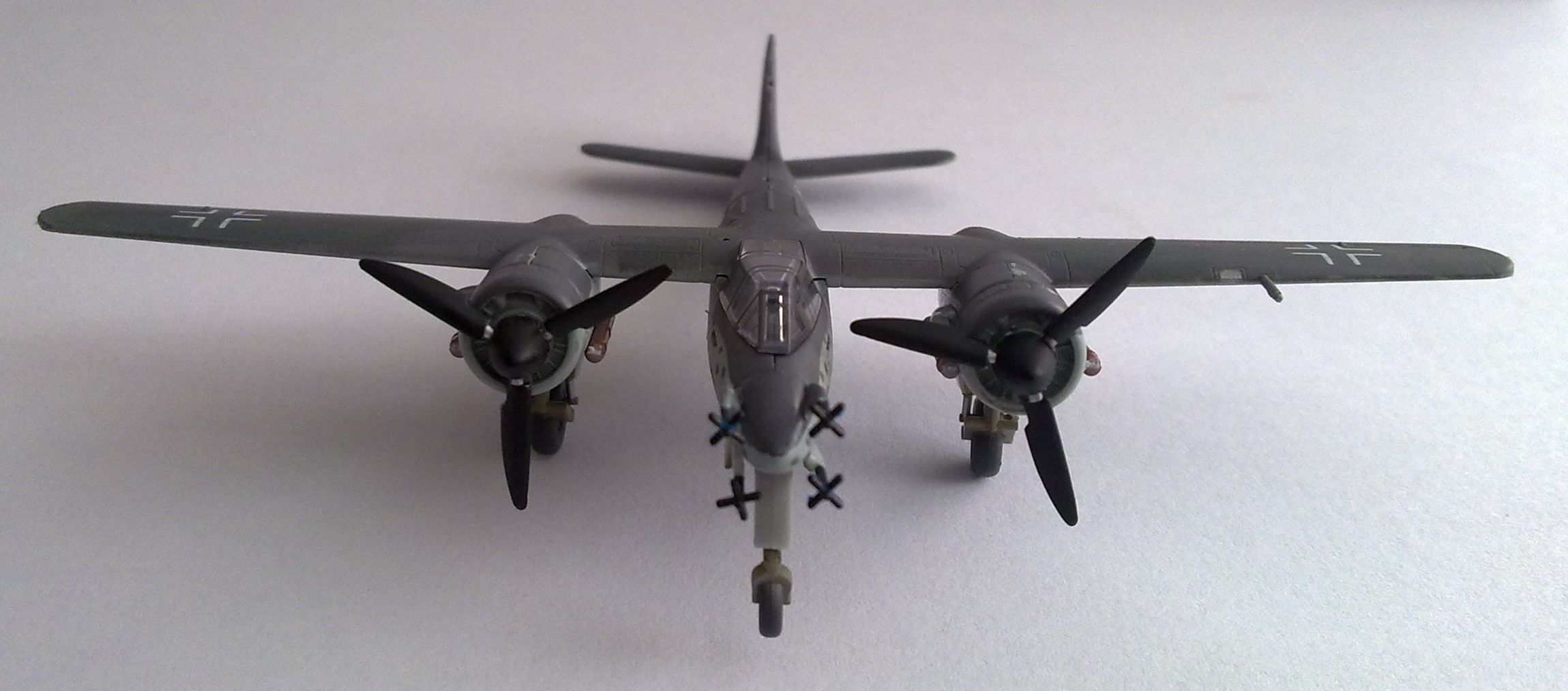
Bugansicht der V3
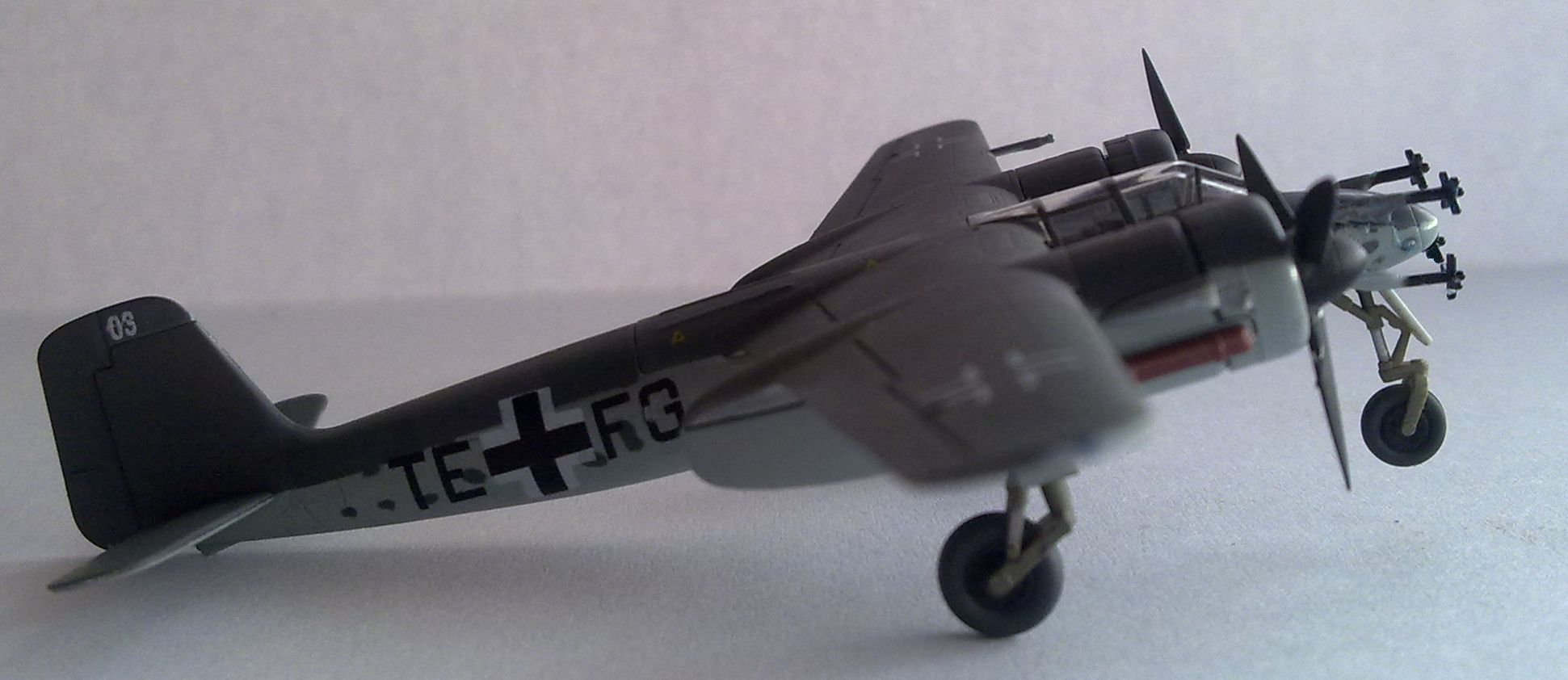
Seitenansicht der V3

## Vergleichbare Typen
- Vereinigtes Königreich: de Havilland DH.98 Mosquito
- Vereinigte Staaten: Northrop P-61 Black Widow
- Sowjetunion: Petljakow Pe-3
- Japan: Kawasaki Ki-102 Randy, Nakajima J1N1-S/C Kai Gekko
- Deutsches Reich: Heinkel He 219 Uhu